# Royaume de Wu
Pour un article plus général, voir Trois Royaumes de Chine.
Pour les articles homonymes, voir Wu.
229–280
Entités précédentes :
- Chine (Dynastie Han)

Entités suivantes :
- Chine (Dynastie Jin)

Batailles
Yiling/Xiaoting - Campagne contre le Wu - Campagne du Sud - Hefei (231) - Hefei (233) - Expéditions de Zhuge Liang - Hefei (234) - Shiting - Liaodong - Offensive du Wu - Xingshi - Koguryo - Gaoping - Expéditions de Jiang Wei (Didao) - Dongxing - Hefei (253) - Shouchun - Cao Mao - chute du Shu - Zhong Hui - Chute du Wu

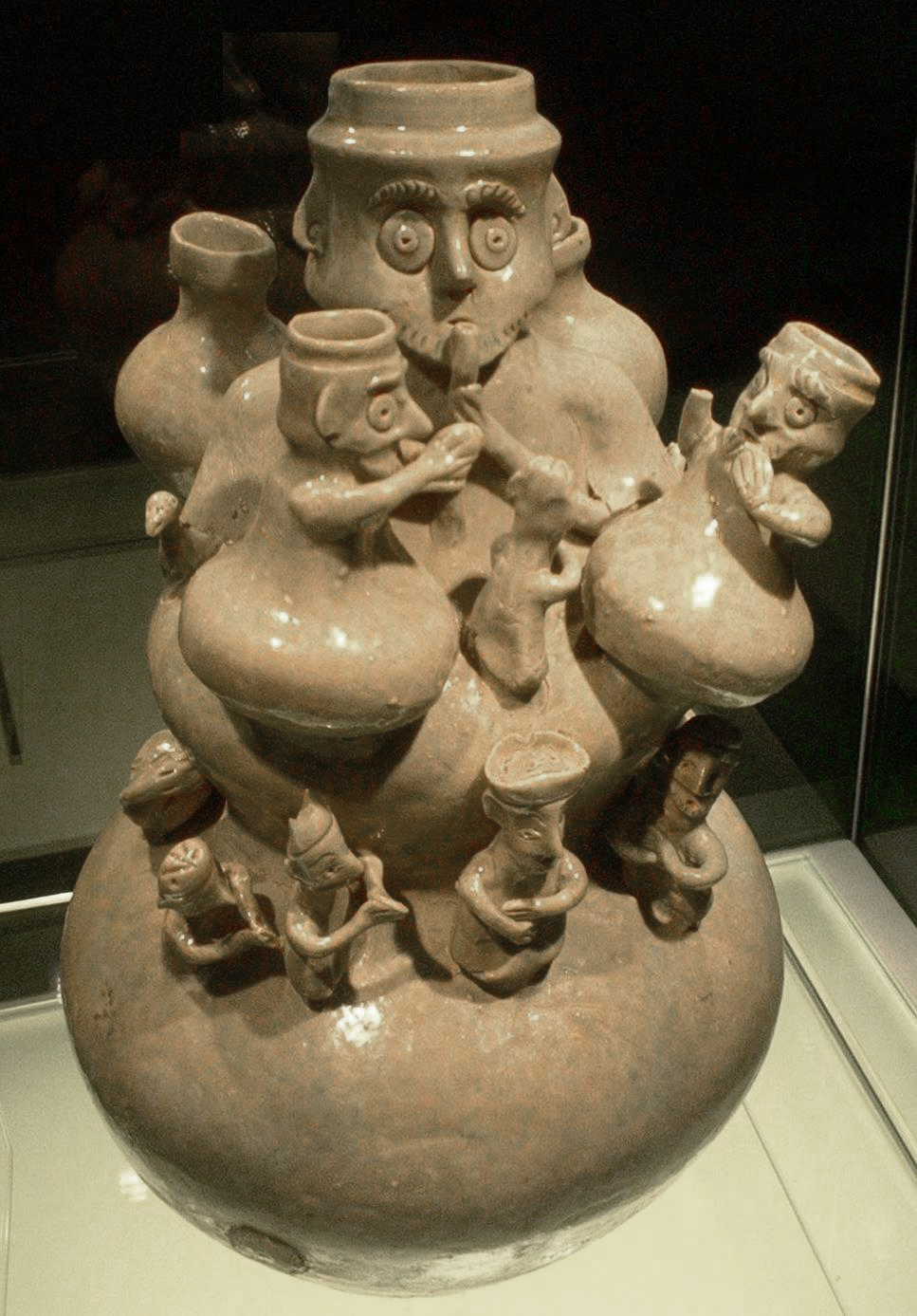
Poterie du royaume de Wu (musée de Shanghai).

Le royaume de Wu (chinois simplifié : 东吴 ; chinois traditionnel : 東吳 ; pinyin : Dōng Wú), connu également sous le nom Sun Wu (chinois simplifié : 孙吴 ; chinois traditionnel : 孫吳 ; pinyin : Sūn Wú), est l’un des royaumes de la période des Trois Royaumes en lutte pour le contrôle de la Chine après la chute de la dynastie Han.
Il était situé au sud du Yangzi Jiang dans la région des actuelles villes de Nankin, Shanghai et Suzhou, à l’emplacement de l’ancien État de Wu de la période des Printemps et Automnes. La capitale principale du royaume était Jianye (建業), près de l'actuelle ville de Nankin (Nanjing), mais parfois la capitale fut déplacée à Wuchang (武昌), actuelle Ezhou, Hubei.
Plus puissant que le royaume du Shu mais plus faible que celui du Wei, le royaume de Wu fut celui qui vécut le plus longtemps des Trois Royaumes de Chine. Il exista pendant 51 ans, de sa fondation en 229 à sa conquête en 280 par le premier empereur de la dynastie Jin, Sima Yan.

## Histoire

### Origines et fondation du royaume
En 190, au début du déclin de la dynastie Han, le seigneur de guerre Yuan Shu décide de rejoindre la coalition qui se monte contre le ministre Dong Zhuo. Avant de partir au combat, Shu nomme son subordonné Sun Jian Général Intérimaire qui Écrase les Lâches (破虜將軍) et Inspecteur de la province de Yu (豫州刺史). Ce grade d'Inspecteur signifie que Sun Jian se voit confier la gestion de la province de Yu, qui se situe à la limite entre le nord et le sud de la Chine des Han. Lors des combats de la campagne, Sun Jian fait montre de bravoure et réussit à vaincre successivement Dong Zhuo lui-même, puis Lü Bu, le plus puissant général de Zhuo, lors de deux batailles sous les murs de Luoyang, la capitale des Han. Après la fin des combats, Jian retrouve le sceau impérial au milieu des ruines et le confie à Shu une fois revenu au camp principal. À la suite de ces défaites, Zhuo se replie et s'enfuit à Chang'an, la seconde plus grande ville du pays, dont il fait sa nouvelle capitale. Cette victoire est sans lendemain, car la coalition s'effondre, victime des dissensions existant entre ses membres. Très vite, les anciens alliés se déchirent et les conflits se multiplient. Sun Jian est une des premières victimes de ces conflits, car il meurt en 191, lors de la bataille de Xiangyang qui oppose les troupes de Yuan Shu à celles de Yuan Shao, le cousin de Shu et ancien chef de la coalition contre Dong Zhuo.
En 194, Sun Ce, le fils aîné de Sun Jian, se présente devant Yuan Shu et demande à hériter du poste et des troupes de son père. Shu commence par refuser, puis décide d'employer Sun dans les guerres qu'il mène. Entre 194 et 197, Sun Ce conquiert la plus grande partie de la région du Jiangdong pour le compte de Yuan Shu; mais les choses changent au début de l'an 197. En effet, à cette date, Shu s'autoproclame empereur et fonde sa propre dynastie, en utilisant le sceau impérial que lui a remis Sun Jian en 190 pour émettre des édits. Pour Sun Ce, c'en est trop et il se retourne contre son ancien maître. En effet, Shu a promis à deux reprises à Ce de le nommer administrateur de Jiujiang et à chaque fois, le poste a été confié à quelqu'un d'autre. De plus, lorsque Sun Ce a appris qu'Yuan Shu comptait s'autoproclamer empereur, il lui a écrit une lettre lui déconseillant de le faire, mettant en avant les effets dévastateurs d'un tel geste dans une période aussi troublée. Voyant que Shu n'est pas fiable et qu'il est également un mauvais administrateur, Sun Ce décide donc de couper les liens avec lui et commence à diriger personnellement les territoires qu'il a conquis les années précédentes. Cette défection est un coup dur pour Yuan Shu qui perd son meilleur général, ses meilleures troupes et des territoires riches et peuplés. Finalement, au cours de l’hiver 199, le régime de Yuan Shu est écrasé par les forces des Han et Yuan lui-même meurt peu de temps après sa défaite.
Après 197, Sun Ce continue de conquérir des territoires dans le Jiangdong pour son compte, jusqu'en l'an 200. Durant l'été de cette année, il conduit son armée vers l’Ouest pour lancer une attaque contre Huang Zu, un seigneur de guerre local, mais meurt durant les combats à cause d'une blessure à la joue qui s'est infectée. Sun Quan, le frère cadet de Sun Ce, hérite du territoire conquis par ce dernier et s'emploie à l'agrandir durant les années suivantes. Il étend sa domination vers le sud et l'ouest, où il se heurte à Liu Biao, le seigneur de guerre qui règne sur la province de Jing.
La situation change lorsque Biao meurt vers septembre 208 et que Cao Cao attaque la province de Jing. Durant les années précédentes, Cao Cao s'est débarrassé de la quasi-totalité de ses rivaux de Chine du Nord et est devenu le plus puissant des seigneurs de guerre. N'ayant plus rien a craindre sur ses arrières, il profite de la mort de son vieux rival pour lever une puissante armée et se lancer à la conquête de Jing, puis du reste du sud de la Chine, qu'il entend bien réunifier à son profit. C'est alors que Liu Bei, un seigneur de guerre vaincu par Cao qui s'était réfugié dans la province de Jing, prend contact avec Sun Quan et lui propose une alliance contre Cao Cao. Quan hésite et convoque ses généraux qui lui suggèrent presque tous de se rendre. Seuls son stratège Zhou Yu et son général Lu Su prônent la résistance, Yu considérant que malgré leur infériorité numérique, de nombreux facteurs font qu'il est possible de résister à Cao Cao. Zhou Yu réussit à convaincre Sun Quan, qui accepte de s'allier à Liu Bei et donne l'ordre de lever des troupes pour contrer l'invasion.
L'affrontement a lieu pendant l'hiver 208, lors de la bataille de la Falaise rouge, durant laquelle la flotte de Cao est incendiée. Ayant perdu plus de la moitié de ses soldats à cause des épidémies et des combats ; Cao Cao se replie et évacue la province de Jing. Sun Quan pousse son avantage, pénètre dans ladite province et s'empare des villes de Yiling et Jiangling au début de l'an 209, pendant que Liu Bei conquiert les commanderies de Wuling, Changsha, Guiyang et Lingling. Par la suite, Sun Quan soumet les différents seigneurs de guerre de l’extrême-sud de la Chine et du nord de l'actuel Viet-Nam, pendant que Liu Bei s'empare de la province de Yi entre 212 et 214. Sun Quan s'en irrite, car son allié lui avait affirmé qu'il ne comptait pas s'emparer de cette province. Quan envoie donc des émissaires à Bei pour lui demander de rendre les commanderies qu'il contrôle dans la Province de Jing, mais ce dernier lui répond : « La province de Jing vous sera rendue dès que la province de Liang sera sous mon contrôle ». Cette réponse rend Sun Quan furieux, au point qu'il envoie Lü Meng, Ling Tong et quatre autres généraux chasser Liu Bei de Jing. Bei arrive rapidement sur le lieu des combats et la situation semble dégénérer en guerre ouverte entre les alliés. Mais en fait, Liu Bei accepte très vite de signer un traité par lequel il partage la province de Jing avec Sun Quan ; car il apprend que Cao Cao a l’intention d’attaquer Hanzhong, une ville qui est la « porte nord » de la province de Yi.
La situation semble se calmer, jusqu'en septembre 219, date à laquelle Guan Yu, le général que Liu Bei a chargé de défendre sa portion de la province de Jing, part vers le nord pour attaquer la forteresse de Fancheng, qui appartient à Cao Cao. Après qu'Yu a réussi à détruire une armée envoyée aider les défenseurs de Fancheng, Cao entre en contact avec Sun Quan et lui propose une alliance : s'il l'aide à vaincre Guan Yu en attaquant ses arrières, Cao Cao garantit à Sun Quan la possession de la totalité de la province de Jing. Dans un premier temps, Quan ne donne pas suite et envoie à Guan Yu une proposition de mariage entre deux de leurs enfants. Yu rejette grossièrement la proposition et insulte le messager de Quan avant de le renvoyer. Peu de temps après, comme il commence à manquer de vivres, il donne l'ordre à ses soldats de piller un des entrepôts de vivres de l'armée de Sun Quan. Ces insultes suivies d'une attaque balayent les hésitations de Quan, qui accepte l'offre d'alliance de Cao Cao. Il valide un plan d'invasion que lui soumet son général Lü Meng et ce dernier commence à faire avancer ses troupes vers le début du mois de décembre 219. Grâce à un mélange de ruse et d'exploitation de la peur que ressentent certains des généraux de Guan Yu, il s'empare très rapidement de tous les territoires contrôlés par Liu Bei dans la province de Jing. Il réussit même à s'emparer de Guan Yu lui-même, lorsque ce dernier se replie vers le sud après avoir été finalement vaincu par les troupes de Cao Cao. Yu est exécuté sur ordre de Sun Quan, qui fait envoyer sa tête à Cao Cao en signe d'allégeance. En retour, Cao fait de Quan le protecteur de la province de Jing (荊州牧) et lui confère le titre de marquis de Nanchang (南昌侯).
En mars 220, Cao Cao meurt et son fils Cao Pi lui succède. Quelques mois plus tard, il force l’empereur Xiandi à abdiquer, mettant fin à la dynastie Han, et se proclame premier empereur du Wei. En mai 221, Liu Bei fonde également sa propre dynastie et se proclame empereur du Shu. Au mois de décembre, Cao Pi décerne à Sun Quan le titre de roi de Wu (吳王) et lui transmet les neuf sacrements. Cao Pi demande que Sun Quan lui envoie son fils Sun Deng comme otage, mais Quan refuse et préfère accepter de payer un tribut démesuré pour garder son fils près de lui. En février 222 Liu Bei lance une attaque contre Sun Quan pour venger la mort de Guan Yu et s'emparer de la province de Jing. Lü Meng étant mort entre-temps, Quan charge le jeune général Lu Xun de repousser l'attaque du Shu. Xun rassemble ses troupes et reste sur la défensive pendant plusieurs mois, avant de soudain passer à l’offensive au mois de juillet. Il inflige à Liu Bei une défaite écrasante lors la bataille de Yiling, renforçant ainsi le pouvoir et la légitimité de son Roi.
Au mois de septembre de la même année, Cao Pi finit par comprendre que Sun Quan n’enverra ni otage ni tribut à la capitale. Il rompt alors l'alliance et attaque Sun Quan sur trois fronts pour envahir et annexer ses territoires. Sun Quan réagit en levant des troupes pour résister à l'attaque et déclare son indépendance en proclamant une nouvelle ère, avant d'interrompre les relations diplomatiques avec le Wei. Ce geste représente l'acte de naissance du Royaume de Wu.

### Règne de Sun Quan (222-252)
La première chose que fait Sun Quan après cela, est d'envoyer un émissaire auprès de Liu Bei pour entamer des négociations en vue d'une nouvelle alliance. Bei accepte et les négociations commencent, pendant que la guerre entre le Wei et le Wu s'enlise. Finalement, en 225, Cao Pi doit renoncer et battre en retraite, son armée étant décimée par les maladies et les défaites contre les troupes de Sun Quan.
Dans un premier temps, Sun Quan se contente du titre de roi de Wu et ne semble pas vouloir revendiquer le trône de Chine pour lui. Ce n'est qu'en 229, qu'il finit par s'autoproclamer empereur du Wu, ce qui détériore les relations avec le Shu. En effet, bon nombre de fonctionnaires de ce royaume voient cette proclamation comme une trahison envers la dynastie Han, dont le Shu prétend être le successeur légitime. Cependant, Zhuge Liang, qui est le régent du Shu depuis la mort de Liu Bei en 223, refuse de rompre l’alliance entre les deux royaumes. Pour contrer toute forme d'opposition, Liang et Quan signent la même année un traité, dans lequel les deux États s'engagent à se soutenir mutuellement et à se répartir à parts égales les territoires du Wei, s'ils arrivent à le vaincre. À noter que, la même année, Sun Quan déplace sa capitale de Wuchang à Jianye, laissant son prince héritier Sun Deng, assisté de Lu Xun, responsable de la partie occidentale du royaume de Wu.
Que ce soit en tant que roi ou en tant qu'empereur, Sun Quan gère efficacement son royaume, car il sait prendre en compte les bons conseils et déléguer des pouvoirs aux personnes appropriées. De plus, il réussit à repousser toutes les tentatives d'invasions du Wei.
Cependant, s'il sait contrer les attaques de ses ennemis, celles qu'il lance contre le Wei connaissent des fortunes diverses. Ainsi, après la mort de Cao Pi en 226, Quan tente de s'emparer de la commanderie de Jiangxia, qui appartient au Wei, mais il est obligé de se retirer dès l’arrivée des renforts ennemis. Par contre, deux ans plus tard, en 228, il remporte l'une de ses plus grandes victoires contre le Wei lors de la bataille de Shiting. Avec l’approbation de Sun Quan, son général Zhou Fang fait semblant de faire défection au profit du Wei, après avoir reçu plusieurs punitions factices pour parfaire sa couverture. La ruse fonctionne et le général Cao Xiu, guidé par Zhou Fang, part vers le sud à la tête d'une grande armée. Il tombe dans le piège tendu par Fang et Lu Xun et subit des pertes importantes. Il est sauvé de justesse de l’annihilation totale par Jia Kui et réussit à rentrer au Wei. Après cette victoire, Sun Quan cherche toujours d'autres moyens d'affaiblir le Wei. C'est ainsi qu'en 233, il reçoit des messages de Gongsun Yuan, le Grand Administrateur du Liaodong. Si Yuan est théoriquement un vassal du Wei, sa situation est assez compliquée, car il prit le pouvoir en renversant son oncle Gongsun Gong et le Wei craint qu'il ne cherche à devenir totalement indépendant. Dans son message, Gongsun Yuan fait sa soumission à Sun Quan et se reconnaît comme étant un vassal du Wu. Heureux d'avoir un nouvel allié, Quan accepte la soumission de Gongsun Yuan et le nomme roi de Yan (燕王), tout en lui accordant les neuf sacrements et lui envoie des renforts. Mais, le temps que les cadeaux et les renforts arrivent, Gongsun Yuan a changé d'avis. Il trahit le Wu en tuant les envoyés de Sun Quan et saisit leurs troupes. Lorsqu'il est mis au courant, Sun Quan, fou de rage, veut prendre personnellement le commandement d'une flotte pour partir attaquer le traître, mais son entourage finit par réussir à le calmer et il renonce à son projet. L'année suivante, en coordination avec la dernière expédition nordique de Zhuge Liang contre le Wei, Sun Quan mène personnellement une attaque majeure contre la ville-frontière d'Hefei, qui appartient au Wei. En parallèle, Lu Xun et Zhuge Jin attaquent Xiangyang, espérant attirer sur eux les renforts du Wei et les vaincre, avant d'aller prêter main-forte à Sun Quan. Cependant, les généraux du Wei analysent correctement la situation et déjouent les plans de Quan, qui est obligé de se retirer. En 238, le Wei attaque Gongsun Yuan qui est entré ouvertement en rébellion Yuan envoie une ambassade auprès de Sun Quan pour essayer de recréer une alliance entre eux. Au lieu de rejeter purement et simplement l'offre, Quan préfère voir comment évolue la situation au cas où le Wei se retrouverait enlisé dans une guerre d'usure contre Yan. Finalement, la révolte est rapidement écrasée et Sun Quan en reste là. Enfin, en 241, Quan lance le dernier assaut de grande envergure contre le Wei de son règne. Depuis la mort de Cao Rui en 239, le nouvel empereur du Wei est mineur et le royaume connaît une régence, ce dont Sun Quan veut profiter. Son stratège Yin Zha (殷札), lui suggère de se coordonner avec le Shu pour attaquer le Wei sur quatre fronts différents. Quan rejette ce plan et le Wu part donc seul au combat, pour une campagne qui s’achève par un échec.
Pendant le règne de Sun Quan, le Wu devient petit à petit une puissance commerciale et se retrouve en contact avec des pays étrangers et lointains. Ainsi, selon le Liang Shu, une des 24 chroniques relatant l'histoire de la Chine, un marchand de l’Empire romain arrive à Jiaozhi, près de l'actuelle ville de Hanoï, en l'an 226,. Le préfet de Jiaozhi l'envoie à Nanjing, auprès de Sun Quan qui lui demande un rapport détaillé sur son pays natal et ses habitants. Après quoi, une expédition est préparée pour permettre au marchand de retourner chez lui, accompagné de 10 femmes et 10 hommes « nains de couleur noire » qu'il a demandés comme une curiosité et d'un officier chinois qui, malheureusement, meurt en route,. Sun Quan n'hésite pas à lancer également des expéditions d'exploration maritime. En 230, il donne à ses généraux Wen Wei (衛溫) et Zhuge Zhi (諸葛直) le commandement d'une flotte de 10 000 marins et les envoie en mer de Chine orientale pour trouver et conquérir les îles légendaires de Yizhou (夷洲) et Danzhou (亶洲). Ses généraux finissent par localiser l'ile de Yizhou et retournent au Wu en 231, après la capture de plusieurs milliers d'habitants de cette ile et la perte de 80 à 90 % des marins à cause des maladies. Rendu furieux par le nombre élevé de pertes, Sun Quan fait exécuter Wei et Zhi.
La situation du royaume commence à se dégrader en même temps que la santé de son empereur. En 241, le prince héritier Sun Deng meurt, ce qui laisse ouverte la question de la succession. En 242, Sun Quan nomme son fils Sun He, un des fils de sa consort Wang, prince héritier; tout en multipliant les faveurs en direction du Prince de Lu, Sun Ba (孫霸), un autre fils de la consort Wang. Cette décision et ce comportement provoquent une concurrence et des tensions entre Sun Ba et Sun He, et la cour se retrouve déchirée entre les factions soutenant l'un ou l'autre des princes. En 250, lassé de cette guerre larvée entre ses fils, Sun Quan prend une série de décisions extrêmes et difficiles à comprendre. Il contraint Sun Ba à se suicider, tout en destituant Sun He de son rang de prince héritier. Ensuite, il fait de Sun Liang, son fils cadet, le nouveau prince héritier en remplacement de He. De nombreux fonctionnaires qui s’opposent à la décision de Sun Quan, ainsi qu'autres qui avaient soutenu Sun Ba, sont exécutés. En 251, Sun Quan est âgé de 69 ans et se rend compte qu’il lui reste peu de temps à vivre. Sur la recommandation de Sun Jun, il fait de Zhuge Ke, le fils de Zhuge Jin, le futur régent de Sun Liang. Quan à des doutes sur la manière dont Zhuge Ke va assurer la régence, car il est arrogant et a une trop haute opinion de lui-même ; mais à cette époque les victoires militaires accumulées par Ke font que pratiquement tout l’empire est convaincu qu'il est le meilleur choix pour la régence. Sun Quan meurt en 252 à l’âge de 70 ans et est enterré dans un mausolée situé dans la montagne Pourpre, près de l'actuelle ville de Nankin. Son fils Sun Liang lui succède sur le trône du Wu, sous la férule du Grand Tuteur (太傅) Zhuge Ke, qui est le maître de fait du royaume.

### Règne de Sun Liang (252-258)
Le règne de Sun Liang débute par une attaque du Wei contre le fort que le Wu a construit à Dongxing. Cette attaque se conclut par un échec du Wei et une victoire éclatante de Zhuge Ke, dont le prestige est décuplé. Il reçoit le titre de marquis de Yangdu (陽都侯) et est nommé Gouverneur (牧) des provinces de Jing et Yang. La situation de Ke se dégrade toutefois rapidement, car en 253, il lance une attaque contre le Wei en coordination avec Jiang Wei, le général en chef des armées du Shu. Le Shu et le Wu attaquent le Wei sur deux fronts, espérant ainsi que leur ennemi va diviser ses forces et donc être plus facile à vaincre. Toutefois, Sima Shi, le régent du Wei, sait que la principale menace vient de l'armée du Wu. Il laisse donc le gros de ses troupes sur le front de l'est et n'envoie qu'une petite armée contre les troupes du Shu. Cette attaque coordonnée se conclut par un échec et une cuisante défaite de Zhuge Ke.
Lorsque Ke s'en retourne après son échec, plusieurs des soldats malades et blessés meurent pendant le trajet ou sont capturés par l'armée du Wei. Selon les chroniques de l'époque, Zhuge Ke ne se serait absolument pas préoccupé de leur sort. Lorsque les soldats rentrent chez eux et que le récit du déroulement de la bataille se répand à travers tout le royaume, l'opinion populaire se retourne brusquement contre Ke, le ressentiment des veuves, orphelins et mutilés effaçant toute la popularité qu'il avait gagnée avec ses victoires et ses réformes économiques de 252.
Peu après, Sun Jun, un lointain cousin de Sun Liang, réussit à devenir membre de la Cour. Utilisant à son avantage l'échec militaire de Zhuge Ke, il parvient à faire destituer le grand tuteur, avant d'organiser son meurtre pour éviter qu'il ne revienne au pouvoir.
Jun devient alors conseiller-général auprès de l'empereur, et le nouveau maitre du royaume. En 254, il répond à l'appel à l'aide de Guanqiu Jian et Wen Qin, qui se sont révoltés contre le Wei après s’être emparés de la ville de Souchun. Jun prend personnellement la tête des troupes qui partent aider ces rebelles, mais lorsqu'il arrive à Dongxing, il apprend que la rébellion est déjà écrasée et bat en retraite. Pendant son repli, il est attaqué par les troupes du Wei et ne s'en sort qu'au prix du sacrifice du général Liu Zan, un des artisans de la victoire contre le Wei lors de la bataille de Donxing.
En 257, c'est au tour de Zhuge Dan, le nouveau chef des troupes en poste à Souchun, de se révolter et de demander de l'aide au Wu. Bien que le nouveau rebelle ait fait partie de ceux qui ont réprimé la révolte précédente, Sun Jun répond à son appel en partant vers le Souchun à la tête d'une puissante armée. Vaincu par les troupes du Wei, il se replie après avoir subi de lourdes pertes. Peu de temps après, Sun Jun tombe étrangement malade et finit par mourir. Son parent, Sun Chen, réclame sa place et devient le nouveau conseiller-général. Sun Liang se lasse également très vite du comportement de son nouveau conseiller et organise son meurtre; mais ses plans sont découverts et il est contraint d'abdiquer en 258. Il est remplacé sur le trône par Sun Xiu, le sixième fils de Sun Quan.

### Règne de Sun Xiu (258-264)
Au début du règne de Sun Xiu, Sun Chen, qui occupe toujours le poste de conseiller-général, est le maître de fait du Wu. Ayant développé un sentiment d’impunité, Chen abuse de son pouvoir, ce qui lasse l'empereur. Dans le courant de l'an 258, Sun Xiu nomme Sun Chen à un poste officiel de gouverneur. Alors qu'il est en route pour recevoir des informations complémentaires sur sa nouvelle fonction, le conseiller est assassiné. Très vite, Xiu est soupçonné d'être le commanditaire du meurtre et, pour éviter de connaître le même sort que son prédécesseur, il s'arrange pour rejeter la faute sur une secte religieuse, qui est alors dissoute.
La santé du nouvel empereur est fragile et il traverse régulièrement des périodes où il est trop faible pour régner et se retrouve obligé de confier les affaires du Wu à son entourage. En 263, il apprend que le royaume de Shu s'est rendu à la suite d'une attaque du Wei, ce qui met le Wu dans une position de grande faiblesse par rapport à son ennemi. L'état de Sun Xiu empire à nouveau et il traverse une période où il est incapable de régner pendant quelque temps.
Lorsqu'il remonte sur le trône, Sun Xiu reçoit la nouvelle selon laquelle Sima Yan a renversé l'empereur du Wei et a fondé la dynastie Jin sous le nom d'empereur Jin Wudi. Devant ce nouveau bouleversement, l'empereur retombe malade et meurt le 3 septembre 264. Sun Hao, un des petits-fils de Sun Quan, lui succède sur le trône du Wu

### Règne de Sun Hao (264-280)

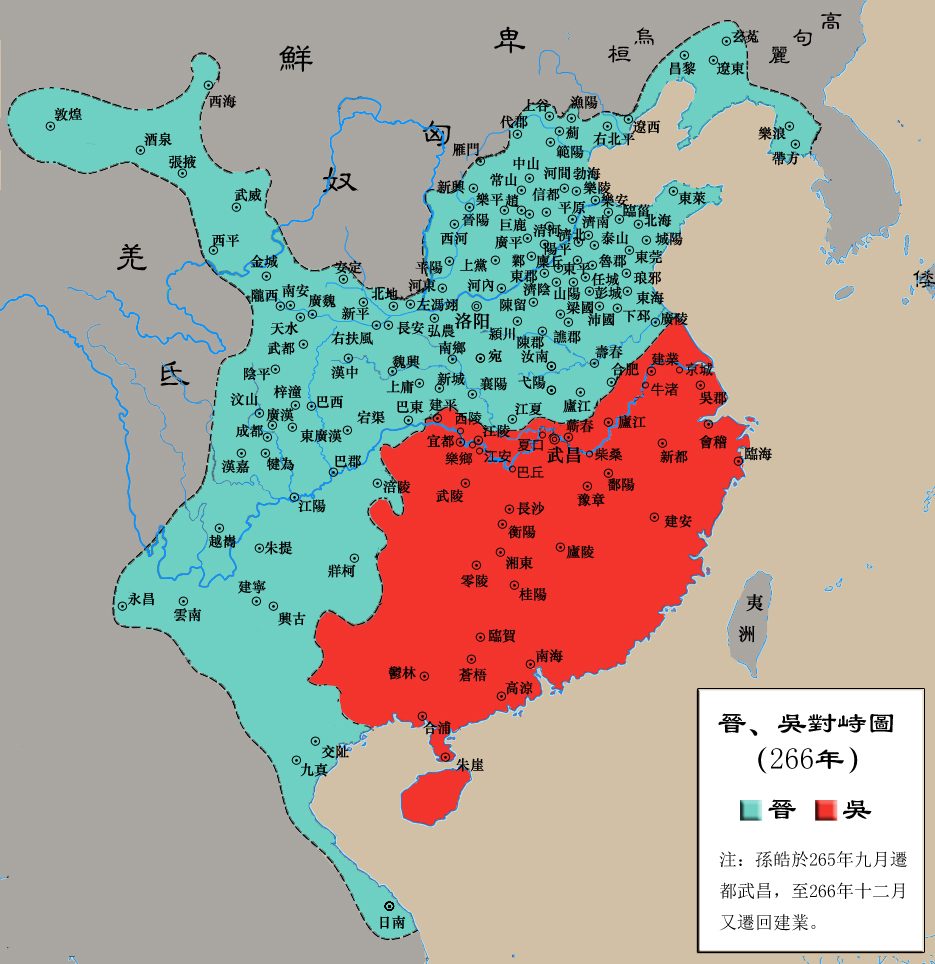
Carte de la Chine lors de la prise du pouvoir de Sun Hao. Les territoires de la dynastie Jin sont en bleu clair et ceux du Wu en rouge.

Avant de devenir empereur du Wu, Sun Hao a la réputation d’être un jeune homme brillant, ouvert et très compétent. C'est ce qui lui permet d'obtenir le soutien de membres influents de la Cour, comme le ministre Puyang Xing ou « le général de l'armée gauche » Zhang Bu, et d’être choisi pour devenir empereur, au détriment de Sun Wan, le fils aîné de Sun Xiu qui est alors trop jeune, ou encore de Sun Feng, un descendant de Sun Ce qui avait lui aussi des partisans dans la course au trône.
Sa prise de fonction est donc vécue comme une bonne nouvelle par la noblesse et les habitants du royaume de Wu. Cet état de grâce est de courte durée, car malgré un bon début de règne, Hao développe très vite un comportement cruel et tyrannique. Il n'écoute que rarement ses officiels ou généraux, comme Lu Kang, le fils de Lu Xun, qui voyaient la menace d'un invasion se profiler. Au contraire, il n'hésite pas à exiler ou exécuter tous ceux qui osent s'opposer à lui. Très vite, les révoltes et défections se multiplient, les généraux en poste aux frontières préférant rejoindre les rangs du Jin plutôt que de continuer à servir un tel empereur. Le moral de l'armée s'effondre et le clan Sun perd son soutien populaire.
Pendant ce temps, Jin Wudi travaille pour atteindre l'objectif qu'il s'est fixé, à savoir achever l'unification de la Chine par la conquête du Wu. S'il lance les préparatifs d'un invasion dès son arrivée sur le trône, il doit la reporter de plusieurs années, car les Xianbei et les Qiangs, deux peuples non-Han vivant dans les provinces de Qin (秦) et de Liang (涼), se révoltent peu après son arrivée au pouvoir. De plus, les membres de la Cour sont très inquiets au sujet des Xiongnu, un autre peuple non-Han qui vit dans la zone qui correspond actuellement au Shanxi, depuis la fin de la période des Han orientaux. Ce sont des guerriers féroces et d'excellents cavaliers, qui pourraient profiter des troubles pour se révolter à leur tour. Wudi étant concentré sur ces rébellions, le Wu gagne une marge de manœuvre, dont il profite pour reprendre certains territoires. En 271, la province de Jiao (交州), qui avait fait allégeance au Jin après la chute du Shu, est reconquise par le Wu. En 272, le général Lu Kang tue le général Bu Chan (步闡) qui était sur le point de livrer la ville de Xiling (西陵) au Jin, et repousse les troupes que Wudi a envoyé aider le rebelle.
Après ces échecs, l'empereur du Jin comprend qu'il n'a pas les moyens militaires nécessaires pour se battre sur autant de fronts et décide de tirer profit de l'attitude tyrannique de Sun Hao. En attendant de pouvoir envahir le Wu, il décide de mettre en place une politique de « détente » avec Lu Kang et, pour un temps, ne lance plus aucune expédition militaire en direction du Sud. En même temps, il se met à traiter généreusement les populations frontalières du Wu, afin d'améliorer l'image qu'elles ont de la dynastie Jin et faciliter ainsi l'annexion à venir.
En 280, toutes les rébellions sont enfin matées et Wudi peut se concentrer sur la conquête du Wu. Il rassemble une armée composée de 200 000 soldats, qu'il divise en six groupes. Le Wu est attaqué sur tous les fronts, aussi bien par terre que par voie fluviale, depuis le nord et l'ancien royaume du Shu. les troupes du Jin sont bien entraînées et aguerries par les années passées à combattre les rebelles non-Han. De son côté, Sun Hao ne peut compter que sur une armée démoralisée et une population qui lui a tourné le dos. L'armée d'invasion avance très rapidement, la seule véritable résistance venant de Zhang Di, le chancelier du Wu, qui tente d’arrêter les troupes du Jin avec une armée de 30 000 hommes. Après avoir vaincu l'armée de Di, les troupes de Sima Yan assiègent Nanjing, la capitale du Wu. Privé de tout soutien, surclassé à 10 contre 1, Sun Hao comprend que tout est perdu et se rend. C'est la fin du Wu et de la période des trois royaumes, Jin Wudi a réussi son pari et réunifié la Chine au profit de la dynastie Jin.

## Liste des empereurs
| Nom de Temple | Nom posthume                     | Nom de famille (in bold) et prénom | Reign   | Noms des ères des règnes, avec les années de début et de fin | Notes |
| ------------- | -------------------------------- | ---------------------------------- | ------- | --- | --- |
| Shizu 始祖    | Empereur Wulie 武烈皇帝          | Sun Jian 孫堅                      | (N/A)   | (N/A) | Le nom de temple et le nom posthume de Sun Jian lui ont été attribués a titre posthume par son fils Sun Quan. |
| (N/A)         | Prince Huan de Changsha 長沙桓王 | Sun Ce 孫策                        | (N/A)   | (N/A) | Le nom posthume de Sun Ce lui a été attribué à titre posthume par son frére Sun Quan. |
| Taizu 太祖    | Empereur Da 大皇帝               | Sun Quan 孫權                      | 222-252 | - Huangwu 黃武 (222-229) - Huanglong 黃龍 (229-231) - Jiahe 嘉禾 (232-238) - Chiwu 赤烏 (238-251) - Taiyuan 太元 (251-252) - Shenfeng 神鳳 (252)                                                   | Sun Quan choisit le nom d’ère Huangwu en 222 après avoir rompu avec le Wei. Mais malgré cela, il continue de régner en utilisant son titre de roi de Wu et ne se proclame empereur qu'en 229. |
| (N/A)         | (N/A)                            | Sun Liang                          | 252-258 | - Jianxing 建興 (252-253) - Wufeng 五鳳 (254-256) - Taiping 太平 (256-258) | Sun Liang devient roi de Kuaiji (會稽王) après avoir été détrôné par Sun Chen en 258. en 260, son successeur Sun Xiu le rétrograde au rang de marquis de Houguan (侯官侯). |
| (N/A)         | Empereur Jing 景皇帝             | Sun Xiu 孫休                       | 258-264 | - Yong'an 永安 (258-264) | |
| (N/A)         | Empereur Wen 文皇帝              | Sun He (en) 孫和                   | (N/A)   | (N/A) | Le nom posthume de Sun He lui a été donné à titre posthume par Sun Hao. |
| (N/A)         | Empereur Mo 末帝                 | Sun Hao 孫皓                       | 264-280 | - Yuanxing 元興 (264-265) - Ganlu 甘露 (265-266) - Baoding 寶鼎 (266-269) - Jianheng 建衡 (269-271) - Fenghuang 鳳凰 (272-274) - Tiance 天冊 (275-276) - Tianxi 天璽 (276) - Tianji 天紀 (277-280) | Sun Hao porte le titre de marquis de Wucheng (烏程侯) avant de devenir empereur en 264. In 280, après qu'il s'est rendu à la dynastie Jin, Sima Yan lui octroie le titre de marquis de Guiming (歸命侯). Il est parfois désigné sous le nom d'empereur Mo de Wu (吳末帝), ce qui signifie littéralement « dernier empereur du Wu ». |

## Arbre généalogique des empereurs du Wu
L'arbre généalogique suivant représente la famille des dirigeants du royaume de Wu. S'il y a deux séries de dates dans un cadre, celles situées au-dessus d'un nom sont les dates de naissance et décès et celles en dessous, les dates de début et fin de règne. S'il n'y a qu'une seule série de date, c'est que la personne concernée n'a jamais régné.
|                       |                       |                       |                       |                                                |                                                |                                                |                                                |                                                |                                                |                                               |                                               |                                                                                     |                                                                                     |                                                                                     |                                                                                     |                                                                                     |                                                                                     |                                                 |                                                 | Sun Zhong 孫鍾                                  |                                                 |  |  |                                                     |                                                     |                                                     |                                                     |                                                     |                                                     |  |  |                       |                       |                       |                       |                       |                       |  |  |                 |                 |                 |                 |                 |                 |  |  |  |  |  |  |  |  |  |  |  |  |  |  |  |  |  |  |  |  |  |  |  |  |  |  |  |  |  |  |  |  |  |  |
|                       |                       |                       |                       |                                                |                                                |                                                |                                                |                                                |                                                |                                               |                                               |                                                                                     |                                                                                     |                                                                                     |                                                                                     |                                                                                     |                                                                                     |                                                 |                                                 |                                                 |                                                 |  |  |                                                     |                                                     |                                                     |                                                     |                                                     |                                                     |  |  |                       |                       |                       |                       |                       |                       |  |  |                 |                 |                 |                 |                 |                 |  |  |  |  |  |  |  |  |  |  |  |  |  |  |  |  |  |  |  |  |  |  |  |  |  |  |  |  |  |  |  |  |  |  |
|                       |                       |                       |                       |                                                |                                                |                                                |                                                |                                                |                                                |                                               |                                               |                                                                                     |                                                                                     |                                                                                     |                                                                                     |                                                                                     |                                                                                     |                                                 |                                                 |                                                 |                                                 |  |  |                                                     |                                                     |                                                     |                                                     |                                                     |                                                     |  |  |                       |                       |                       |                       |                       |                       |  |  |                 |                 |                 |                 |                 |                 |  |  |  |  |  |  |  |  |  |  |  |  |  |  |  |  |  |  |  |  |  |  |  |  |  |  |  |  |  |  |  |  |  |  |
|                       |                       |                       |                       |                                                |                                                |                                                |                                                |                                                |                                                |                                               |                                               | Sun Jian 孫堅 c. 155–191 Empereur Wulie (titre posthume, n'a jamais régné) 武烈皇帝 | Sun Jian 孫堅 c. 155–191 Empereur Wulie (titre posthume, n'a jamais régné) 武烈皇帝 | Sun Jian 孫堅 c. 155–191 Empereur Wulie (titre posthume, n'a jamais régné) 武烈皇帝 | Sun Jian 孫堅 c. 155–191 Empereur Wulie (titre posthume, n'a jamais régné) 武烈皇帝 | Sun Jian 孫堅 c. 155–191 Empereur Wulie (titre posthume, n'a jamais régné) 武烈皇帝 | Sun Jian 孫堅 c. 155–191 Empereur Wulie (titre posthume, n'a jamais régné) 武烈皇帝 |                                                 |                                                 |                                                 |                                                 |  |  |                                                     |                                                     |                                                     |                                                     |                                                     |                                                     |  |  | Sun Jing 孫靜         | Sun Jing 孫靜         | Sun Jing 孫靜         | Sun Jing 孫靜         | Sun Jing 孫靜         | Sun Jing 孫靜         |  |  |                 |                 |                 |                 |                 |                 |  |  |  |  |  |  |  |  |  |  |  |  |  |  |  |  |  |  |  |  |  |  |  |  |  |  |  |  |  |  |  |  |  |  |
|                       |                       |                       |                       |                                                |                                                |                                                |                                                |                                                |                                                |                                               |                                               | Sun Jian 孫堅 c. 155–191 Empereur Wulie (titre posthume, n'a jamais régné) 武烈皇帝 | Sun Jian 孫堅 c. 155–191 Empereur Wulie (titre posthume, n'a jamais régné) 武烈皇帝 | Sun Jian 孫堅 c. 155–191 Empereur Wulie (titre posthume, n'a jamais régné) 武烈皇帝 | Sun Jian 孫堅 c. 155–191 Empereur Wulie (titre posthume, n'a jamais régné) 武烈皇帝 | Sun Jian 孫堅 c. 155–191 Empereur Wulie (titre posthume, n'a jamais régné) 武烈皇帝 | Sun Jian 孫堅 c. 155–191 Empereur Wulie (titre posthume, n'a jamais régné) 武烈皇帝 |                                                 |                                                 |                                                 |                                                 |  |  |                                                     |                                                     |                                                     |                                                     |                                                     |                                                     |  |  | Sun Jing 孫靜         | Sun Jing 孫靜         | Sun Jing 孫靜         | Sun Jing 孫靜         | Sun Jing 孫靜         | Sun Jing 孫靜         |  |  |                 |                 |                 |                 |                 |                 |  |  |  |  |  |  |  |  |  |  |  |  |  |  |  |  |  |  |  |  |  |  |  |  |  |  |  |  |  |  |  |  |  |  |
|                       |                       |                       |                       |                                                |                                                |                                                |                                                |                                                |                                                |                                               |                                               |                                                                                     |                                                                                     |                                                                                     |                                                                                     |                                                                                     |                                                                                     |                                                 |                                                 |                                                 |                                                 |  |  |                                                     |                                                     |                                                     |                                                     |                                                     |                                                     |  |  |                       |                       |                       |                       |                       |                       |  |  |                 |                 |                 |                 |                 |                 |  |  |  |  |  |  |  |  |  |  |  |  |  |  |  |  |  |  |  |  |  |  |  |  |  |  |  |  |  |  |  |  |  |  |
|                       |                       |                       |                       | 175–200 Sun Ce 孫策 197–200 Marquis de Wu 吳侯 | 175–200 Sun Ce 孫策 197–200 Marquis de Wu 吳侯 | 175–200 Sun Ce 孫策 197–200 Marquis de Wu 吳侯 | 175–200 Sun Ce 孫策 197–200 Marquis de Wu 吳侯 | 175–200 Sun Ce 孫策 197–200 Marquis de Wu 吳侯 | 175–200 Sun Ce 孫策 197–200 Marquis de Wu 吳侯 |                                               |                                               | 182–252 Sun Quan 孫權 229–252 Empereur Da 大帝                                      | 182–252 Sun Quan 孫權 229–252 Empereur Da 大帝                                      | 182–252 Sun Quan 孫權 229–252 Empereur Da 大帝                                      | 182–252 Sun Quan 孫權 229–252 Empereur Da 大帝                                      | 182–252 Sun Quan 孫權 229–252 Empereur Da 大帝                                      | 182–252 Sun Quan 孫權 229–252 Empereur Da 大帝                                      |                                                 |                                                 |                                                 |                                                 |  |  |                                                     |                                                     |                                                     |                                                     |                                                     |                                                     |  |  | Sun Gao 孫暠          | Sun Gao 孫暠          | Sun Gao 孫暠          | Sun Gao 孫暠          | Sun Gao 孫暠          | Sun Gao 孫暠          |  |  |                 |                 |                 |                 |                 |                 |  |  |  |  |  |  |  |  |  |  |  |  |  |  |  |  |  |  |  |  |  |  |  |  |  |  |  |  |  |  |  |  |  |  |
|                       |                       |                       |                       | 175–200 Sun Ce 孫策 197–200 Marquis de Wu 吳侯 | 175–200 Sun Ce 孫策 197–200 Marquis de Wu 吳侯 | 175–200 Sun Ce 孫策 197–200 Marquis de Wu 吳侯 | 175–200 Sun Ce 孫策 197–200 Marquis de Wu 吳侯 | 175–200 Sun Ce 孫策 197–200 Marquis de Wu 吳侯 | 175–200 Sun Ce 孫策 197–200 Marquis de Wu 吳侯 |                                               |                                               | 182–252 Sun Quan 孫權 229–252 Empereur Da 大帝                                      | 182–252 Sun Quan 孫權 229–252 Empereur Da 大帝                                      | 182–252 Sun Quan 孫權 229–252 Empereur Da 大帝                                      | 182–252 Sun Quan 孫權 229–252 Empereur Da 大帝                                      | 182–252 Sun Quan 孫權 229–252 Empereur Da 大帝                                      | 182–252 Sun Quan 孫權 229–252 Empereur Da 大帝                                      |                                                 |                                                 |                                                 |                                                 |  |  |                                                     |                                                     |                                                     |                                                     |                                                     |                                                     |  |  | Sun Gao 孫暠          | Sun Gao 孫暠          | Sun Gao 孫暠          | Sun Gao 孫暠          | Sun Gao 孫暠          | Sun Gao 孫暠          |  |  |                 |                 |                 |                 |                 |                 |  |  |  |  |  |  |  |  |  |  |  |  |  |  |  |  |  |  |  |  |  |  |  |  |  |  |  |  |  |  |  |  |  |  |
|                       |                       |                       |                       |                                                |                                                |                                                |                                                |                                                |                                                |                                               |                                               |                                                                                     |                                                                                     |                                                                                     |                                                                                     |                                                                                     |                                                                                     |                                                 |                                                 |                                                 |                                                 |  |  |                                                     |                                                     |                                                     |                                                     |                                                     |                                                     |  |  |                       |                       |                       |                       |                       |                       |  |  |                 |                 |                 |                 |                 |                 |  |  |  |  |  |  |  |  |  |  |  |  |  |  |  |  |  |  |  |  |  |  |  |  |  |  |  |  |  |  |  |  |  |  |
| Sun Deng 孫登 209–241 | Sun Deng 孫登 209–241 | Sun Deng 孫登 209–241 | Sun Deng 孫登 209–241 | Sun Deng 孫登 209–241                          | Sun Deng 孫登 209–241                          |                                                |                                                | Sun He 孫和 223–253                            | Sun He 孫和 223–253                            | Sun He 孫和 223–253                           | Sun He 孫和 223–253                           | Sun He 孫和 223–253                                                                 | Sun He 孫和 223–253                                                                 |                                                                                     |                                                                                     | 235–264 Sun Xiu 孫休 258–264 Empereur Jing 景帝                                     | 235–264 Sun Xiu 孫休 258–264 Empereur Jing 景帝                                     | 235–264 Sun Xiu 孫休 258–264 Empereur Jing 景帝 | 235–264 Sun Xiu 孫休 258–264 Empereur Jing 景帝 | 235–264 Sun Xiu 孫休 258–264 Empereur Jing 景帝 | 235–264 Sun Xiu 孫休 258–264 Empereur Jing 景帝 |  |  | 243–260 Sun Liang 孫亮 252–258 Roi de Kuaiji 會稽王 | 243–260 Sun Liang 孫亮 252–258 Roi de Kuaiji 會稽王 | 243–260 Sun Liang 孫亮 252–258 Roi de Kuaiji 會稽王 | 243–260 Sun Liang 孫亮 252–258 Roi de Kuaiji 會稽王 | 243–260 Sun Liang 孫亮 252–258 Roi de Kuaiji 會稽王 | 243–260 Sun Liang 孫亮 252–258 Roi de Kuaiji 會稽王 |  |  | Sun Chuo 孫綽 320-377 | Sun Chuo 孫綽 320-377 | Sun Chuo 孫綽 320-377 | Sun Chuo 孫綽 320-377 | Sun Chuo 孫綽 320-377 | Sun Chuo 孫綽 320-377 |  |  | Sun Gong 孫恭   | Sun Gong 孫恭   | Sun Gong 孫恭   | Sun Gong 孫恭   | Sun Gong 孫恭   | Sun Gong 孫恭   |  |  |  |  |  |  |  |  |  |  |  |  |  |  |  |  |  |  |  |  |  |  |  |  |  |  |  |  |  |  |  |  |  |  |
| Sun Deng 孫登 209–241 | Sun Deng 孫登 209–241 | Sun Deng 孫登 209–241 | Sun Deng 孫登 209–241 | Sun Deng 孫登 209–241                          | Sun Deng 孫登 209–241                          |                                                |                                                | Sun He 孫和 223–253                            | Sun He 孫和 223–253                            | Sun He 孫和 223–253                           | Sun He 孫和 223–253                           | Sun He 孫和 223–253                                                                 | Sun He 孫和 223–253                                                                 |                                                                                     |                                                                                     | 235–264 Sun Xiu 孫休 258–264 Empereur Jing 景帝                                     | 235–264 Sun Xiu 孫休 258–264 Empereur Jing 景帝                                     | 235–264 Sun Xiu 孫休 258–264 Empereur Jing 景帝 | 235–264 Sun Xiu 孫休 258–264 Empereur Jing 景帝 | 235–264 Sun Xiu 孫休 258–264 Empereur Jing 景帝 | 235–264 Sun Xiu 孫休 258–264 Empereur Jing 景帝 |  |  | 243–260 Sun Liang 孫亮 252–258 Roi de Kuaiji 會稽王 | 243–260 Sun Liang 孫亮 252–258 Roi de Kuaiji 會稽王 | 243–260 Sun Liang 孫亮 252–258 Roi de Kuaiji 會稽王 | 243–260 Sun Liang 孫亮 252–258 Roi de Kuaiji 會稽王 | 243–260 Sun Liang 孫亮 252–258 Roi de Kuaiji 會稽王 | 243–260 Sun Liang 孫亮 252–258 Roi de Kuaiji 會稽王 |  |  | Sun Chuo 孫綽 320-377 | Sun Chuo 孫綽 320-377 | Sun Chuo 孫綽 320-377 | Sun Chuo 孫綽 320-377 | Sun Chuo 孫綽 320-377 | Sun Chuo 孫綽 320-377 |  |  | Sun Gong 孫恭   | Sun Gong 孫恭   | Sun Gong 孫恭   | Sun Gong 孫恭   | Sun Gong 孫恭   | Sun Gong 孫恭   |  |  |  |  |  |  |  |  |  |  |  |  |  |  |  |  |  |  |  |  |  |  |  |  |  |  |  |  |  |  |  |  |  |  |
|                       |                       |                       |                       |                                                |                                                |                                                |                                                | 242–284 Sun Hao 孫皓 264–280 Empereur Mo 末帝  | 242–284 Sun Hao 孫皓 264–280 Empereur Mo 末帝  | 242–284 Sun Hao 孫皓 264–280 Empereur Mo 末帝 | 242–284 Sun Hao 孫皓 264–280 Empereur Mo 末帝 | 242–284 Sun Hao 孫皓 264–280 Empereur Mo 末帝                                       | 242–284 Sun Hao 孫皓 264–280 Empereur Mo 末帝                                       |                                                                                     |                                                                                     |                                                                                     |                                                                                     |                                                 |                                                 |                                                 |                                                 |  |  |                                                     |                                                     |                                                     |                                                     |                                                     |                                                     |  |  | Sun Chen 孫綝 231–258 | Sun Chen 孫綝 231–258 | Sun Chen 孫綝 231–258 | Sun Chen 孫綝 231–258 | Sun Chen 孫綝 231–258 | Sun Chen 孫綝 231–258 |  |  | Sun Jun 219–256 | Sun Jun 219–256 | Sun Jun 219–256 | Sun Jun 219–256 | Sun Jun 219–256 | Sun Jun 219–256 |  |  |  |  |  |  |  |  |  |  |  |  |  |  |  |  |  |  |  |  |  |  |  |  |  |  |  |  |  |  |  |  |  |  |

## Impératrices du Wu

### Femme de Sun Quan
- Pan Shu, connue sous le nom d'Impératrice Pan (251 à 252)

### Femme de Sun Liang
- Quan Huijie, connue sous le nom d'Impératrice Quan (253 à 258)

### Femme de Sun Xiu
- Impératrice Zhu, connue sous le nom d'Impératrice Jing (262 à 264)

### Femme de Sun Hao
- Teng Fanglan, connue sous le nom d'Impératrice Teng (264 à 280)

## Liste des territoires du royaume du Wu
| Province | Capitale Provinciale | Commanderie             | Capitale de la Commanderie | Nbr de Xians |
| -------- | -------------------- | ----------------------- | -------------------------- | ------------ |
| Yang 揚  | Jianye 建業          | Danyang 丹陽            | Jianye 建業                | 16           |
| Yang 揚  | Jianye 建業          | Wu 吳                   | Xian de Wu 吳縣            | 10           |
| Yang 揚  | Jianye 建業          | Qichun 蘄春             | Qichun 蘄春                | 2            |
| Yang 揚  | Jianye 建業          | Kuaiji 會稽             | Xian de Shanyin 山陰縣     | 10           |
| Yang 揚  | Jianye 建業          | Yuzhang 豫章            | Nanchang 南昌              | 16           |
| Yang 揚  | Jianye 建業          | Lujiang 廬江            | Xian de Wan 皖縣           | 2            |
| Yang 揚  | Jianye 建業          | Luling 廬陵             | Xian de Gaochang 高昌縣    | 10           |
| Yang 揚  | Jianye 建業          | Poyang 鄱陽             | Xian de Poyang 鄱陽縣      | 9            |
| Yang 揚  | Jianye 建業          | Xindu 新都              | Xian de Shixin 始新縣      | 6            |
| Yang 揚  | Jianye 建業          | Linchuan 臨川           | Xian de Nancheng 南城縣    | 10           |
| Yang 揚  | Jianye 建業          | Linhai 臨海             | Xian de Zhang'an 章安縣    | 7            |
| Yang 揚  | Jianye 建業          | Jian'an 建安            | Xian de Jian'an 建安縣     | 9            |
| Yang 揚  | Jianye 建業          | Wuxing 吳興             | Xian de Wucheng 烏程縣     | 9            |
| Yang 揚  | Jianye 建業          | Dongyang 東陽           | Xian de Changshan 長山縣   | 9            |
| Yang 揚  | Jianye 建業          | Piling 毗陵典農校尉     | Xian de Piling 毗陵縣      | 3            |
| Yang 揚  | Jianye 建業          | Luling Sud 廬陵南部都尉 | Xian de Yudu 雩都縣        | 6            |
| Jing 荊  | Jiangling 江陵       | Nan 南                  | Jiangling 江陵             | 9            |
| Jing 荊  | Jiangling 江陵       | Wuling 武陵             | Xian de Linyuan 臨沅縣     | 11           |
| Jing 荊  | Jiangling 江陵       | Lingling 零陵           | Xian de Quanling 泉陵縣    | 10           |
| Jing 荊  | Jiangling 江陵       | Guiyang 桂陽            | Xian de Chen 郴縣          | 6            |
| Jing 荊  | Jiangling 江陵       | Changsha 長沙           | Xian de Linxiang 臨湘縣    | 10           |
| Jing 荊  | Jiangling 江陵       | Wuchang 武昌            | Xian de Wuchang 武昌縣     | 6            |
| Jing 荊  | Jiangling 江陵       | Ancheng 安成            | Xian d'Ancheng 安成縣      | 6            |
| Jing 荊  | Jiangling 江陵       | Pengze 彭澤             | Xian de Pengze 彭澤縣      | 4            |
| Jing 荊  | Jiangling 江陵       | Yidu 宜都               | Xian de Yidao 夷道縣       | 3            |
| Jing 荊  | Jiangling 江陵       | Linhe 臨賀              | Xian de Linhe 臨賀縣       | 6            |
| Jing 荊  | Jiangling 江陵       | Hengyang 衡陽           | Xian de Xiangnan 湘南縣    | 10           |
| Jing 荊  | Jiangling 江陵       | Xiangdong 湘東          | Xian de Ling 酃縣          | 6            |
| Jing 荊  | Jiangling 江陵       | Jianping 建平           | Xian de Wu 巫縣            | 6            |
| Jing 荊  | Jiangling 江陵       | Tianmen 天門            | Xian de Lüzhong 漊中縣     | 3            |
| Jing 荊  | Jiangling 江陵       | Zhaoling 昭陵           | Xian de Zhaoling 昭陵縣    | 5            |
| Jing 荊  | Jiangling 江陵       | Shi'an 始安             | Xian de Shi'an 始安縣      | 7            |
| Jing 荊  | Jiangling 江陵       | Shixing 始興            | Xian de Qujiang 曲江縣     | 7            |
| Guang 廣 | Panyu 番禺           | Nanhai 南海             | Xian de Panyu 番禺縣       | 6            |
| Guang 廣 | Panyu 番禺           | Cangwu 蒼梧             | Xian de Guangxin 廣信縣    | 11           |
| Guang 廣 | Panyu 番禺           | Yulin 鬱林              | Xian de Bushan 布山縣      | 9            |
| Guang 廣 | Panyu 番禺           | Gaoliang 高涼           | Xian de Siping 思平縣      | 3            |
| Guang 廣 | Panyu 番禺           | Gaoxing 高興            | Xian de Guanghua 廣化縣    | 5            |
| Guang 廣 | Panyu 番禺           | Guilin 桂林             | Xian de Wu'an 武安縣       | 6            |
| Guang 廣 | Panyu 番禺           | Hepu Nord 合浦北部尉    | Xian de Anguang 安廣縣     | 3            |
| Jiao 交  | Longbian 龍編        | Jiaozhi 交阯            | Longbian 龍編              | 14           |
| Jiao 交  | Longbian 龍編        | Rinan 日南              | Zhuwu 朱吾                 | 5            |
| Jiao 交  | Longbian 龍編        | Jiuzhen 九真            | Xupu 胥浦                  | 6            |
| Jiao 交  | Longbian 龍編        | Hepu 合浦               | Xian de Hepu 合浦縣        | 5            |
| Jiao 交  | Longbian 龍編        | Wuping 武平             | Wuning 武寧                | 7            |
| Jiao 交  | Longbian 龍編        | Jiude 九德              | Jiude 九德                 | 6            |
| Jiao 交  | Longbian 龍編        | Xinchang 新昌           | Jianing 嘉寧               | 4            |
| Jiao 交  | Longbian 龍編        | Zhuya 朱崖              | Xian de Xuwen 徐聞縣       | 2            |

## Gouvernement et armée
Même si la cour du Wu devient une cour impériale en 229, Sun Quan continue de gérer son royaume comme le ferait un seigneur de guerre. Lors de la fondation du Wu, son armée est dominée par des généraux célèbres pour leurs exploits et leur individualisme, qui avaient gagné leurs galons grâce à leurs prouesses et à leur courage.
La politique au sein de la cour est souvent influencée par des conflits entre des familles puissantes et des individus. Les postes au sein de la cour sont hérités d'une génération à l'autre, contrairement à ce qui était la règle au sein de la bureaucratie de la dynastie Han. Cependant, avec le temps, l'influence de cette première génération de dirigeants au sein de la Cour décroît, au profit des grandes familles du Sud. En dehors de la Cour, les grandes familles nobles savent agir de manière indépendante, sans en référer au pouvoir central. Par moments, et dans une certaine mesure, la politique du Wu est centrée sur la protection de certaines puissantes familles.
Sous Sun Quan, le Wu adopta le système des colonies appelées tuntian, mis en place chez les Wei. Il s'agissait d'exploitations agricoles confiées à des personnes installées sur place par l'État, suivant un principe héréditaire (des « familles/foyers militaires », bingjia ou binghu) dont les revenus produisaient des ressources fiscales en nature. Si le système tuntian était chez les Wei intégré dans l'administration militaire et servait à financer les troupes, dans le Wu il était supervisé par l'administration civile. Ce système est documenté par un ensemble remarquable de milliers de lamelles de bambou mis au jour à Zoumalou près de Changsha en 1996. Ces textes datés des années 230 montrent que les terres à coloniser avaient été attribuées à des réfugiés d'autres régions, des criminels et prisonniers de guerre, des esclaves publics et des indigents, donc manifestement des personnes qui avaient été prises en charge par l'État et installées de force. À côté de cela le système traditionnel des Han postérieurs avait été préservé : capitation suanfu payée en monnaie, diverses autres contributions en grains, étoffes et monnaie, la fiscalité s'étant apparemment alourdie en comparaison de la dynastie précédente.
L'ère du royaume de Wu est une période formatrice dans l'histoire du Vietnam. Shi Xie, le dirigeant de la province de Jiaozhi lors de la fondation du Wu, qui est surtout connu au Vietnam sous le nom de Sĩ Nhiếp est, selon Stephen O'Harrow, « le premier Vietnamien ». Shi Xie est un seigneur de guerre du Sud de la Chine qui, profitant de la décrépitude du pouvoir central, a pris le pouvoir dans la province de Jiaozhi durant la guerre civile qui éclate à la fin de la dynastie Han. Dans un premier temps, Xie fait allégeance à Cao Cao, mais il se rallie à Sun Quan lorsque ce dernier parachève sa conquête du Sud de la Chine. Il reste fidèle a son nouveau maître jusqu'à la fin de ses jours, allant même jusqu'à essayer de provoquer une révolte au sein du royaume de Shu lorsque Liu Bei attaque Sun Quan. Après la mort de Xie en 226, c'est son troisième fils, Shi Hui, qui lui succède. Mais lorsqu'il apprend que Sun Quan prépare une réforme administrative qui diminuerait son pouvoir, Hui se rebelle contre le Wu en 227. À cette date, les Vietnamiens sont satisfaits de la manière dont le Wu gère la région et s'opposent à la rébellion de Shi Hui, n'hésitant pas à attaquer les rebelles. Cependant, lorsque le général Lü Dai du Wu trahit Shi Hui et fait exécuter toute la famille Shi, l'opinion commence à se retourner contre le pouvoir central. En 248, les habitants des commanderies de Jiaozhi et de Jiuzhen se rebellent. Wu envoie alors le général Lu Yin mater les rebelles, mission qu'il remplit grâce à une combinaison de menaces et de persuasion. Cependant, les rebelles survivants se regroupent à Jiuzhen sous la direction de Dame Triệu et relancent la rébellion en marchant sur le Jiaozhi. Selon le Đại Việt sử ký toàn thư (Annales complétes du Đại Việt), lors de cette révolte, Dame Triệu combat à dos d'éléphant. Après plusieurs mois de guerre, elle est vaincue et se suicide.

## Culture et economie

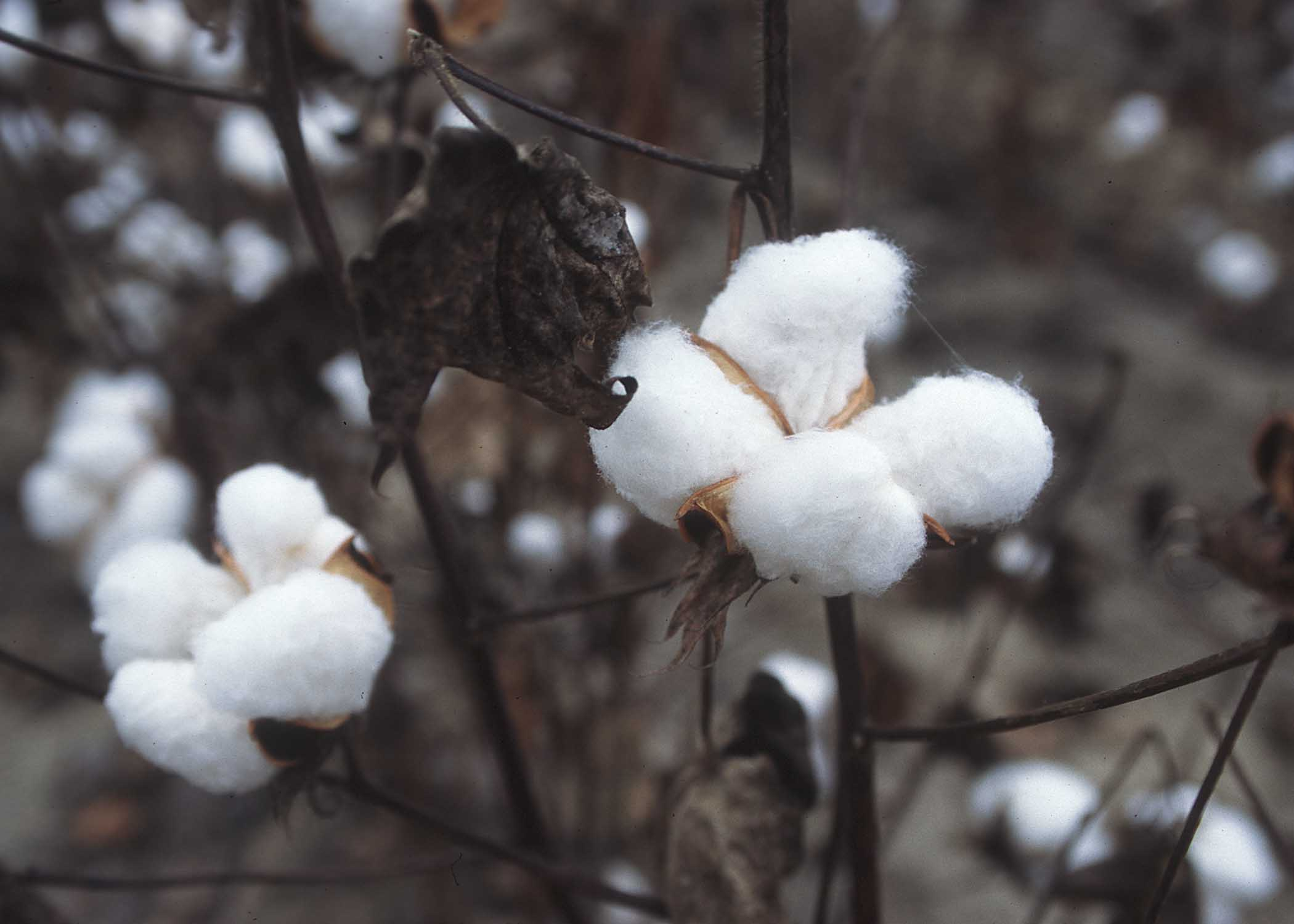
Le commerce du coton est très développé entre le royaume du Shu et celui du Wu.

C'est pendant le règne de Sun Quan, de 229 à 252, que la culture du Wu se renforce le plus. Les migrations en provenance du nord et l'assimilation des tribus Shanyue ont provoqué une augmentation de la main-d'œuvre disponible, ce qui a permis le développement de l'agriculture et la colonisation de la partie la plus au Sud du Wu. En même temps, le transport fluvial se développe grandement et devient un facteur de prospérité lorsque la construction des canaux de Jiangnan et de Zhedong est achevée. Après la bataille de Xiaoting et pendant la tentative d'invasion du Wu par le Wei dans les années 220, le royaume du Shu a pu rétablir le commerce et les relations avec Wu. Le commerce du coton du Shu vers le Wu devient alors très important pour l'économie des deux pays. La construction navale, l'extraction et le commerce du sel, ainsi que les industries métallurgiques connaissent également un grand développement.
Au début de son règne, Sun Quan doit faire face à une inflation et des problèmes économiques hérité de la crise ayant marqué la chute de la dynastie Han. Il essaye de régler ces problèmes en frappant une monnaie a base de grandes pièces en cuivre et en tentant d'interdire la frappe de monnaie privée. Cette politique est abandonnée en 246 en raison de son inefficacité.
Le Wu a des liens commerciaux étroit avec des pays tels que le Vietnam et le Cambodge et commerce également avec des pays plus lointains comme l'Inde et le Moyen-Orient.

## Affaires civiles

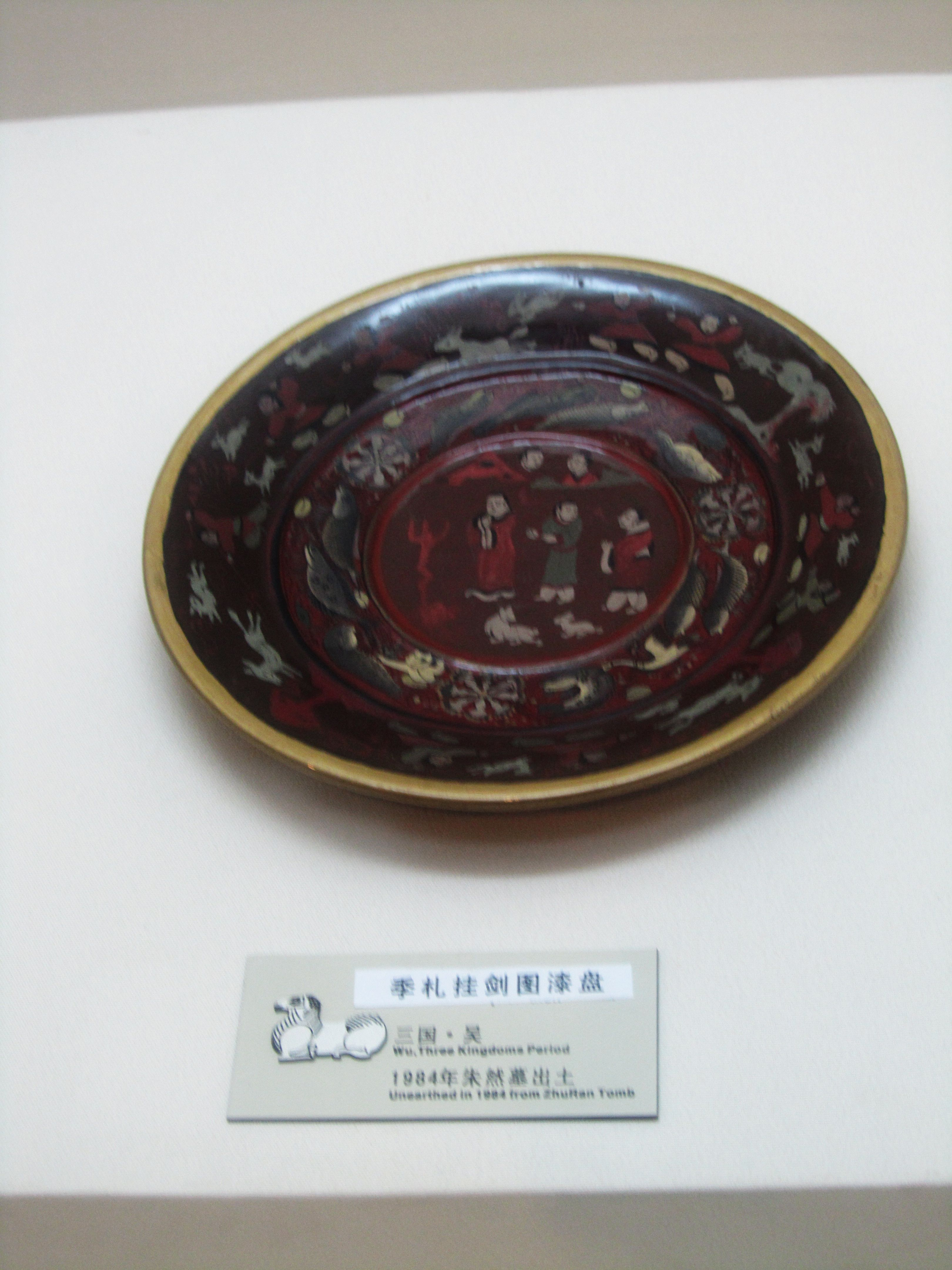
Plat en laque peints provenant de la tombe de Zhu Ran (182-249) dans la province d'Anhui, période du royaume de Wu, représentant des personnages portant des vêtements Hanfu en soie.

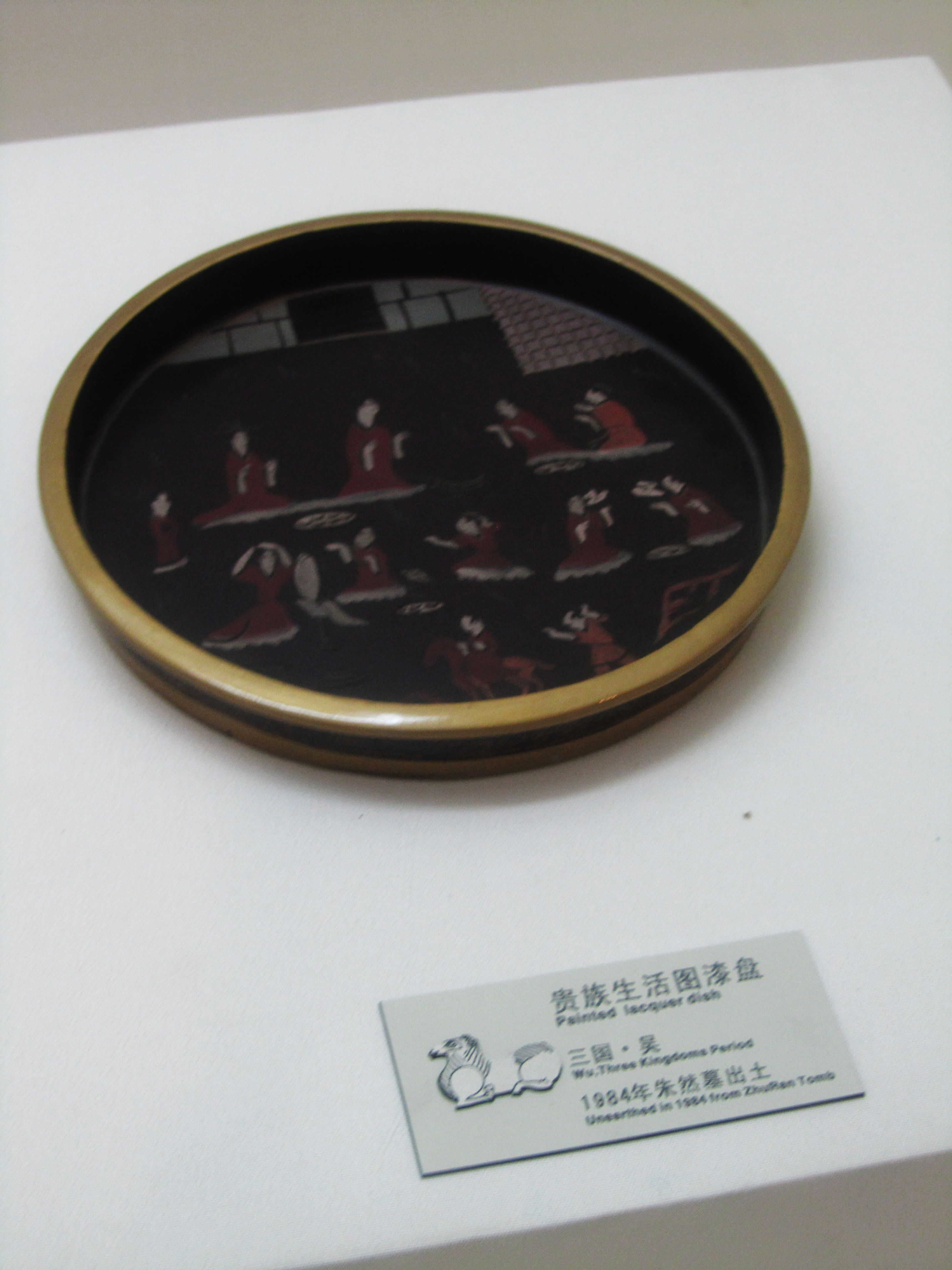
autre plat en laque provenant également de la tombe de Zhu Ran

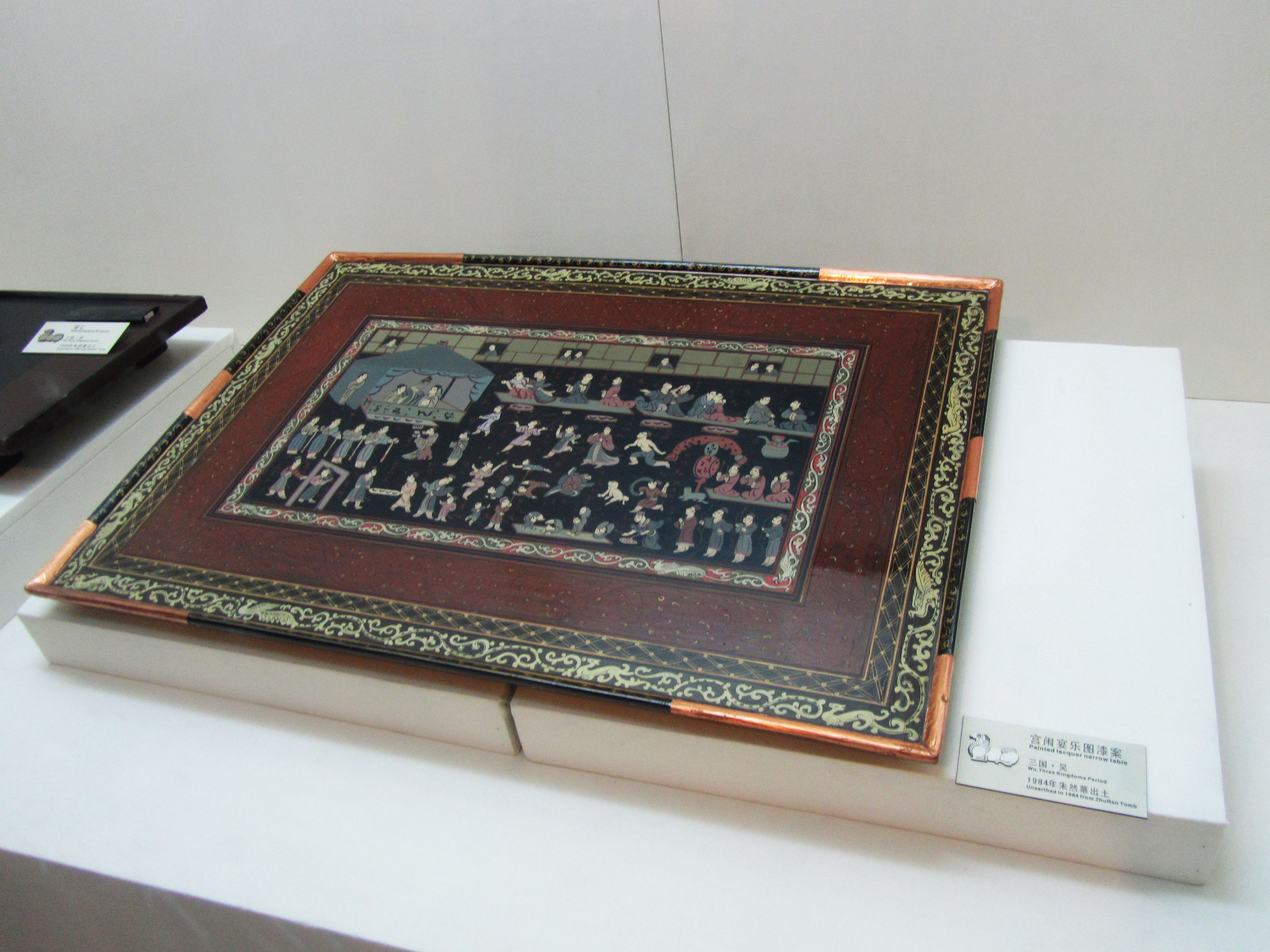
Table en laque peinte provenant elle aussi de la tombe de Zhu Ran. Comme les plats, elle est décorée avec des personnages portant des vêtements Hanfu en soie.

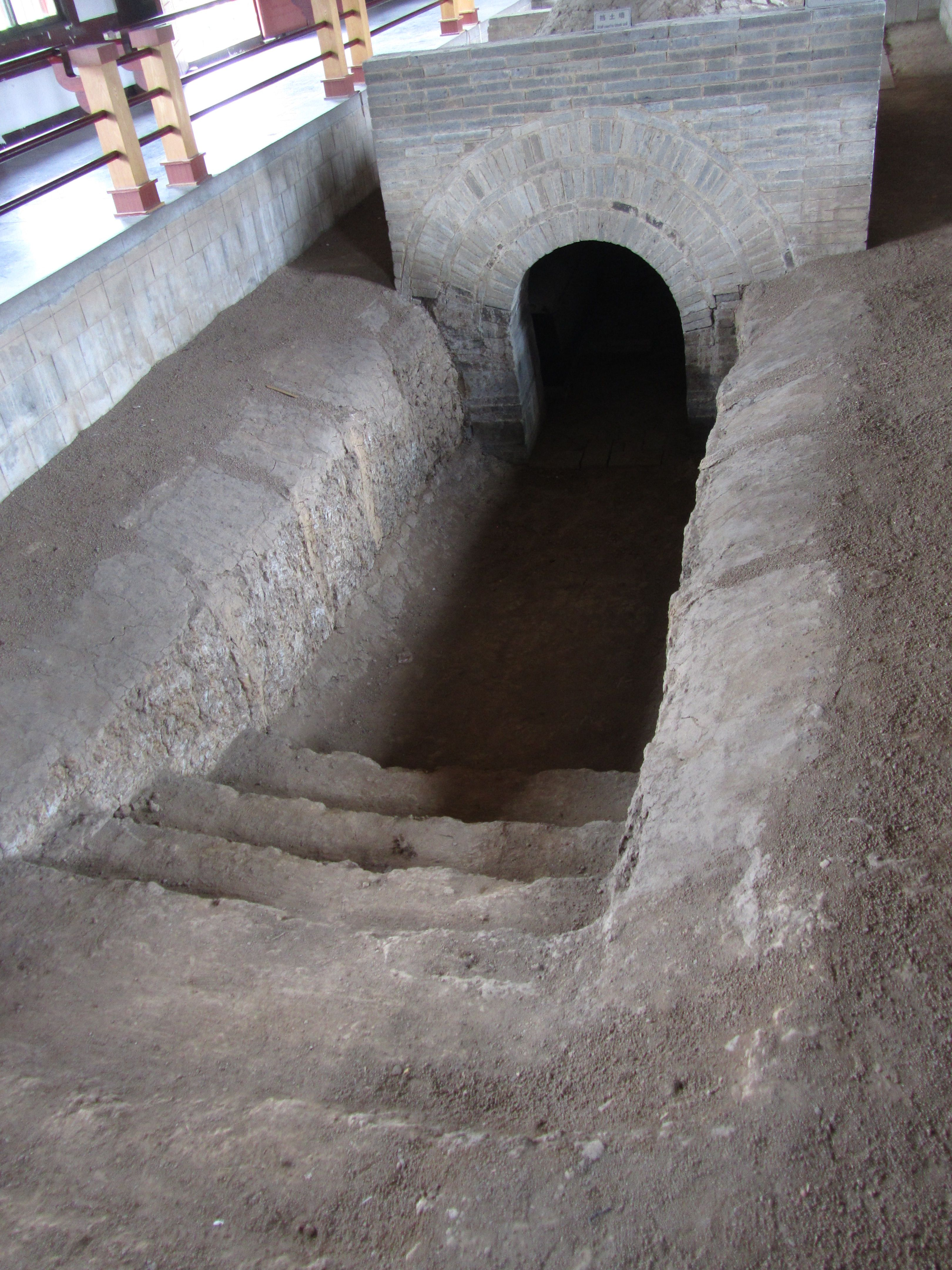
Entrée de la tombe de Zhu Ran.

Les personnes ayant des aptitudes pour le travail administratif ou de l'érudition ont des rôles à jouer au sein de l'État, mais la politique générale du royaume est davantage déterminée par celle du commandement militaire que par les civils. Néanmoins, chaque armée levée par le Wu a besoin d'un soutien administratif et, selon Rafe de Crespigny, certains érudits étaient « reconnus comme conseillers techniques, quelles que soient leurs prouesses au combat ou leur capacité à commander des troupes sur le terrain ».
Pendant le règne de Sun Quan, l'empereur a besoin de conseillers et de secrétaires ayant un rôle fort, afin de maintenir son pouvoir et son contrôle de son royaume à un haut niveau. Le prestige de Sun Quan et sa capacité a gérer les relations hostiles et amicales exige l'établissement d'une forme de gouvernement impérial gardée sous contrôle pour l'empire de Wu. Sun Quan crée également la possibilité pour les personnes résidant au Wu d'acquérir prestige et influence à travers l'empire et les établissements environnants, dès lors qu'ils acceptent de devenir des envoyés de la Cour Impériale.
Après la mort de Cao Pi en 226, Sun Quan encourage fortement le développement de l'agriculture au sein de son royaume, car la menace du Wei semble alors levée. Cependant, Lu Xun suggère à Sun Quan que les commandants militaires devraient s'impliquer dans la colonisation des terres nouvellement défrichées. Sun Quan accepte rapidement la suggestion de Xun et lui et ses fils mettent en place les réformes proposées dans son mémorial. Cependant, en 240, Sun Quan fait marche arrière et se recentre sur les travaux agricoles, après que le Wu ait souffert d'une grave famine. En 234, alors que Zhuge Ke contrôle les affaires dans le sud, il ignore ouvertement les ordres de colonisations et préfère utiliser l'agriculture pour arriver à ses fin, affamant souvent les ennemis du Wu pour obtenir leur soumission.

## Héritage
Sous le royaume de Wu, le Sud de la Chine, considéré au début de l'histoire comme une jungle barbare, devint un centre commercial, culturel et politique important en Chine. Pendant cinq siècles, au cours de la période des Six Dynasties, le développement du Sud de la Chine a dépassé celui du Nord. Les réalisations de Wu ont marqué le début de la division culturelle et politique entre le Nord et le Sud de la Chine, qui réapparaîtra à maintes reprises dans l'histoire de la Chine jusqu'à l'époque moderne.
Les Wu entrèrent même en contact avec le royaume de Koguryo en envoyant des messagers par mer en 235 et 236, mais ceux-ci refusèrent toute alliance.
L'île de Taïwan aurait été découverte pendant la période des Trois Royaumes. Des contacts avec une population locale et l'envoi de fonctionnaires sur une île appelée Yizhou (夷州), à l'est du royaume de Wu, pourrait être le premier contact officiel entre les Chinois et les aborigènes de Taïwan. Cependant la localisation de l'île de Yizhou est sujette à discussion. Certains historiens pensent qu'il s'agissait bien de Taïwan, mais d'autres pensent qu'il s'agissait des îles Ryūkyū.

## Personnalités
D'importantes personnalités ont vécu et participé à l'histoire de la Chine durant la période des Trois Royaumes dans le royaume de Wu. On retrouve l'histoire d'un grand nombre de ceux-ci dans le roman Histoire des Trois Royaumes.

## Culture

### L'essor du bouddhisme
Le royaume de Wu fut actif dans l'essor du bouddhisme au IIIe siècle. Les moines et textes arrivaient alors depuis les routes méridionales, maritimes, passant par l'Asie du Sud-Est. Les deux plus grands traducteurs de textes de la période furent s'y trouvaient : Zhi Qian (en), d'origine yuezhi et né dans le Nord, et Kang Senghui, d'origine sogdienne mais né dans l'Extrême-Sud de la Chine. Très fins connaisseurs du sanskrit mais aussi de la littérature et la pensée chinoises, ils purent produire des traductions de très haute tenue. Le premier aurait traduit une trentaine de textes, certains très importants comme le Sūtra de Vimalakirti (déjà traduit par Lokaksema) et le Sutra de la Vie-Infinie (Sukhavativyuha Sutra), texte majeur de l'école de la Terre pure. Le second s'illustra surtout par la rédaction de commentaires de textes sacrés, qui sont parmi les plus anciens du bouddhisme chinois et initient donc un (timide) début d'appropriation de cette religion dans ce pays, et la découverte d'une relique du Bouddha, la première de Chine, pour laquelle le roi Sun Quan aurait érigé un monastère qui devait devenir l'un des plus importants centres bouddhistes du Sud chinois à l'époque médiévale.

### Les céramiques du pays de Wu
L'art du pays de Wu fit preuve d'une grande originalité, liée à l'existence d'une tradition artistique propre à la basse vallée du Yangzi. Cette tradition artistique se prolongea durant les siècles suivants avec les différentes entités politiques qui dominèrent la région. Elle s'exprimait, à cette époque, dans les objets en céramique à glaçure (proto-céladons ou proto-porcelaines) produits par les ateliers situés à proximité de la capitale du royaume. Leur qualité venait du fait qu'ils avaient été cuits dans des fours de grande taille, appelés « fours dragons », essentiellement localisés dans l'actuel Zhejiang. Il s'agit de structures allongées bâties sur des collines : le chambre de combustion (la tête du dragon) était localisée en contrebas ; le four où étaient disposées les céramiques (le « corps ») était une vaste chambre allongée fermée au moment de la combustion de façon à atteindre des températures très élevées permettant d'obtenir des céramiques de grande qualité ; l'extrémité la plus élevée de la structure (la « queue ») est une pièce d'où sort la fumée, servant de cheminée. Un de ces fours de la période des Trois Royaumes a été fouillé à Anshan près de Shangyu, et mesurait 13 mètres de long.
Les poteries méridionales se distinguent des céramiques produites ailleurs par une certaine exubérance. Certains sont des vases peints sur toute leur surface de scènes impliquant des hommes et des animaux réels ou légendaires. Mais les plus marquants sont des vases de forme animale, ou ornés des petites figurines modelées, animales et humaines. Certains objets, comme les lampes et les porte-chandelles représentent des serviteurs et des animaux, comme les fauves. Ils poursuivent en cela la tradition remontant aux Zhou pour ce qui est des animaux et à la dynastie Han pour ce qui est des hommes. Alors que ces objets étaient traditionnellement en bronze, ils sont à l'époque des Trois Royaumes en grès. Certaines urnes funéraires, du pays de Wu, considérées comme « résidence pour l'esprit du mort », sont des jarres dont la partie supérieure est ornée de représentations modelées en ronde-bosse. Ici une petite maquette, une construction à quatre entrées, et des figurines assises tout autour tandis que des oiseaux sont posés sur les toits. L'ensemble est réalisé dans un grès porcelaineux à couverte verte ou protocéladon. En effet c'est à cette période que les céramistes produisent les premières expériences qui serviront de base à la mise au point de la porcelaine. Ce type d'urne se retrouve jusqu'à la fin de la Dynastie Jin de l'Est (début Ve siècle).

Objets en céramique du royaume de Wu.
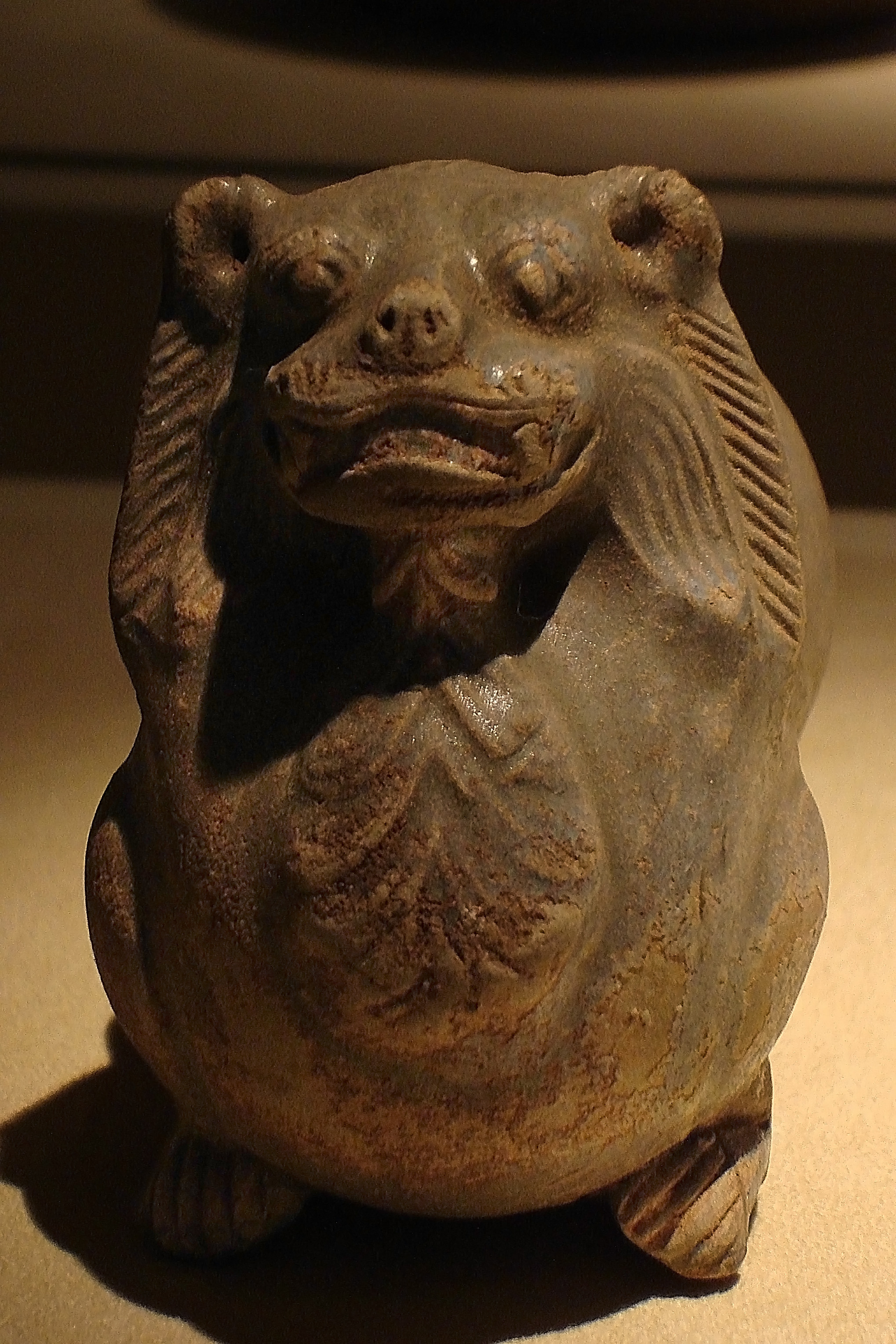
Porte-chandelle en forme de félin. Grès à glaçure verdâtre.
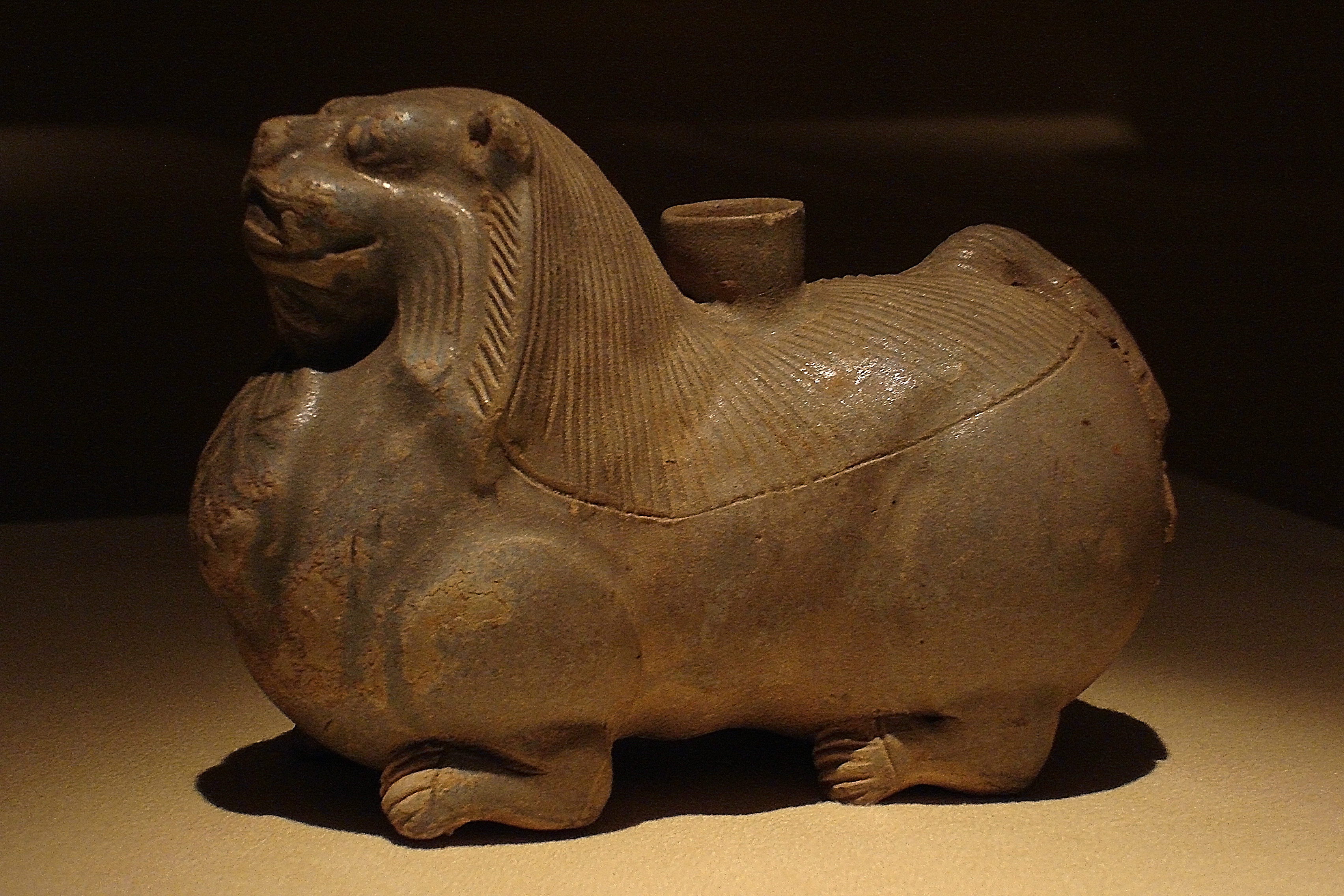
Porte-chandelle en forme de félin. Grès à glaçure verdâtre.
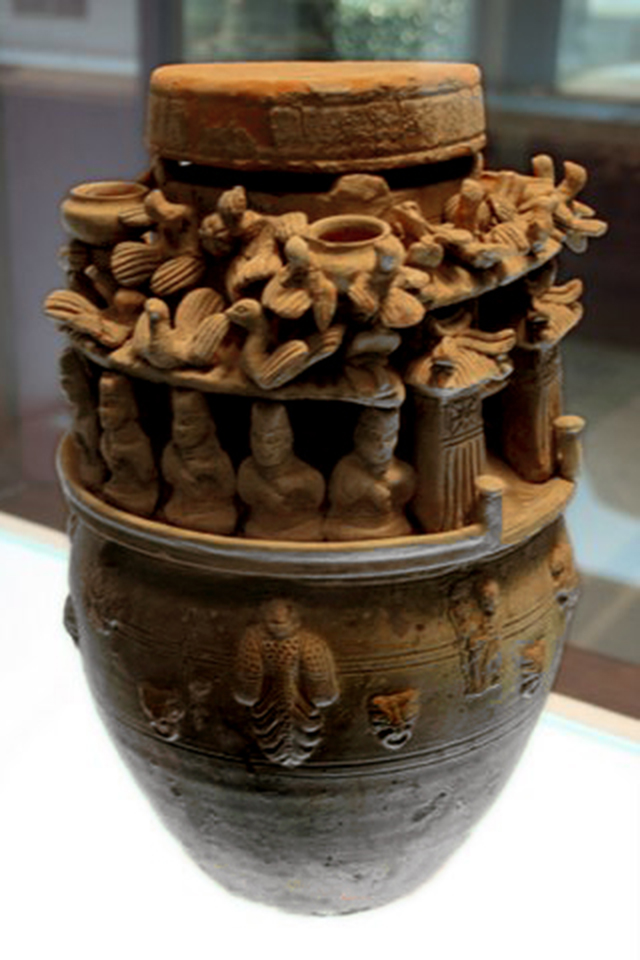
Urne funéraire à couvercle, décorée de personnages assis, d'oiseaux et de jarres ouvertes, sur une construction. Grès céladon.
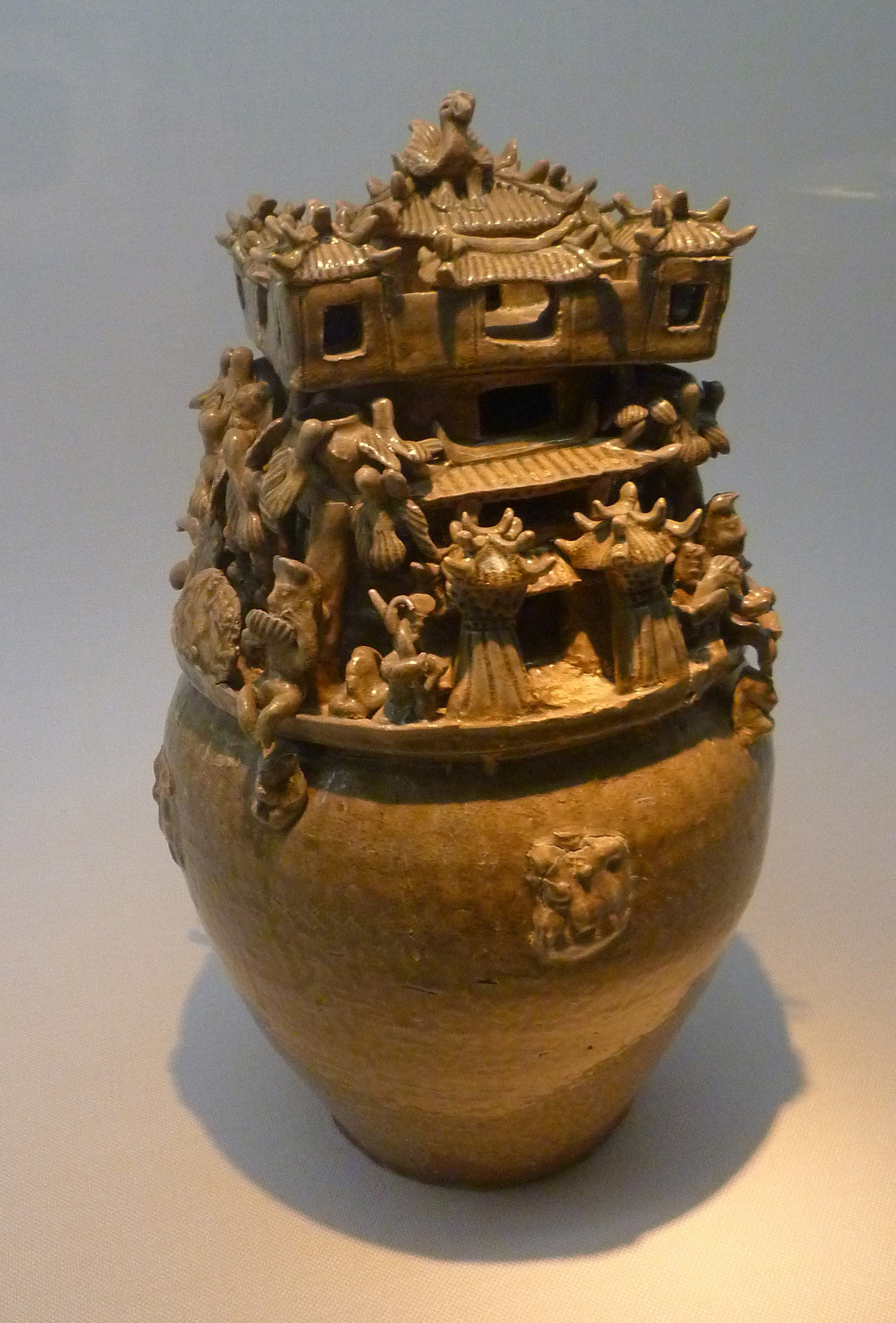
Urne funéraire à couvercle : personnages et oiseaux sur une construction. Grès céladon, céramique de Yue. Trois Royaumes ou Jin de l'Ouest, IIIe siècle.
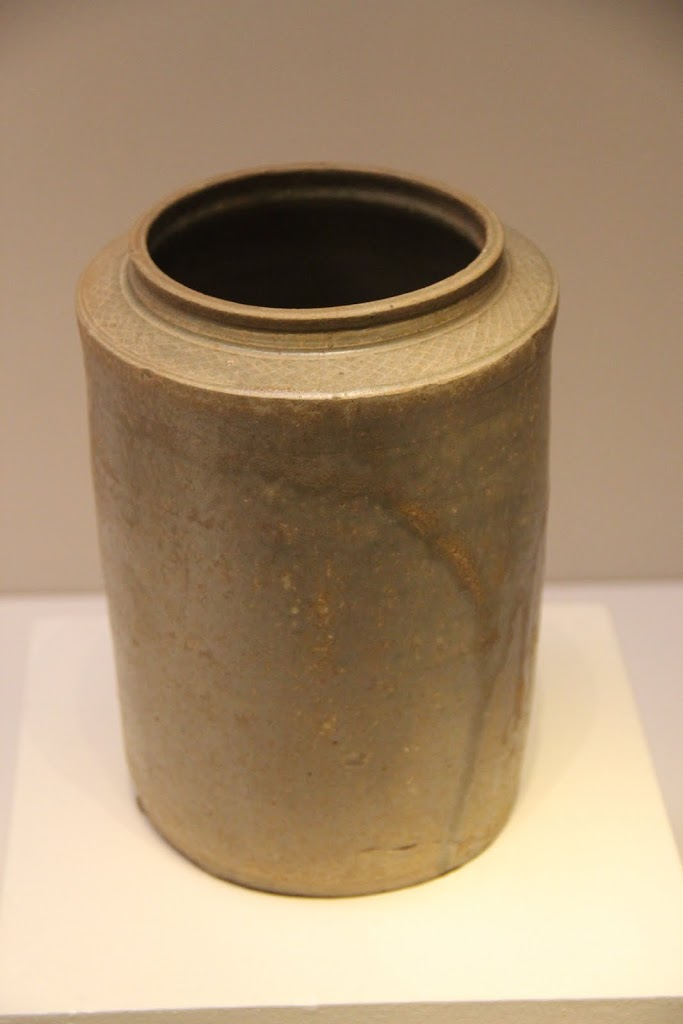
Vase, grès céladon du royaume de Wu.
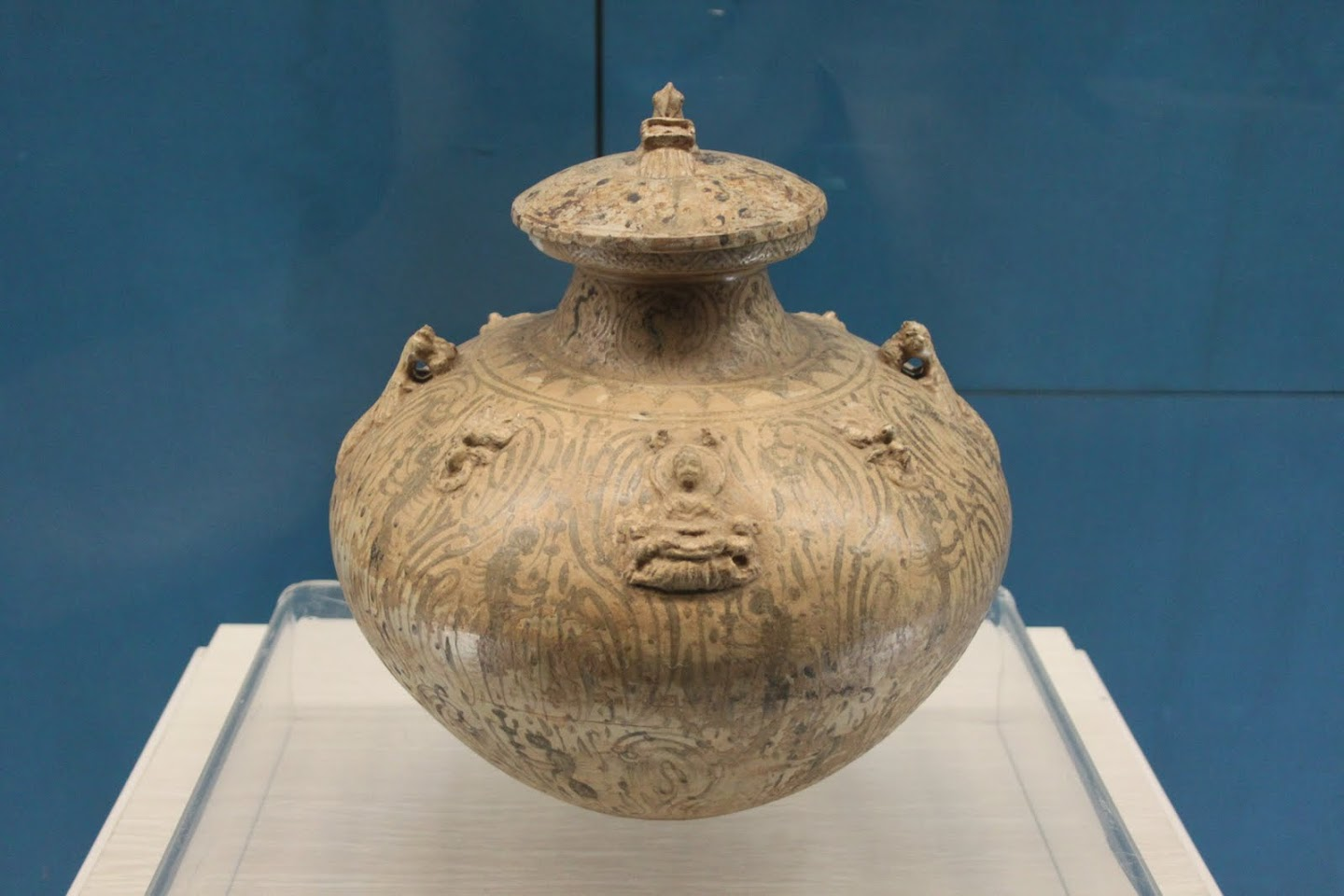
Pot à décor peint sous glaçure. Grès céladon, H. 32 cm. Thème taoïste : âmes et esprits vers le Paradis. Couvercle à petit oiseau[N 3].
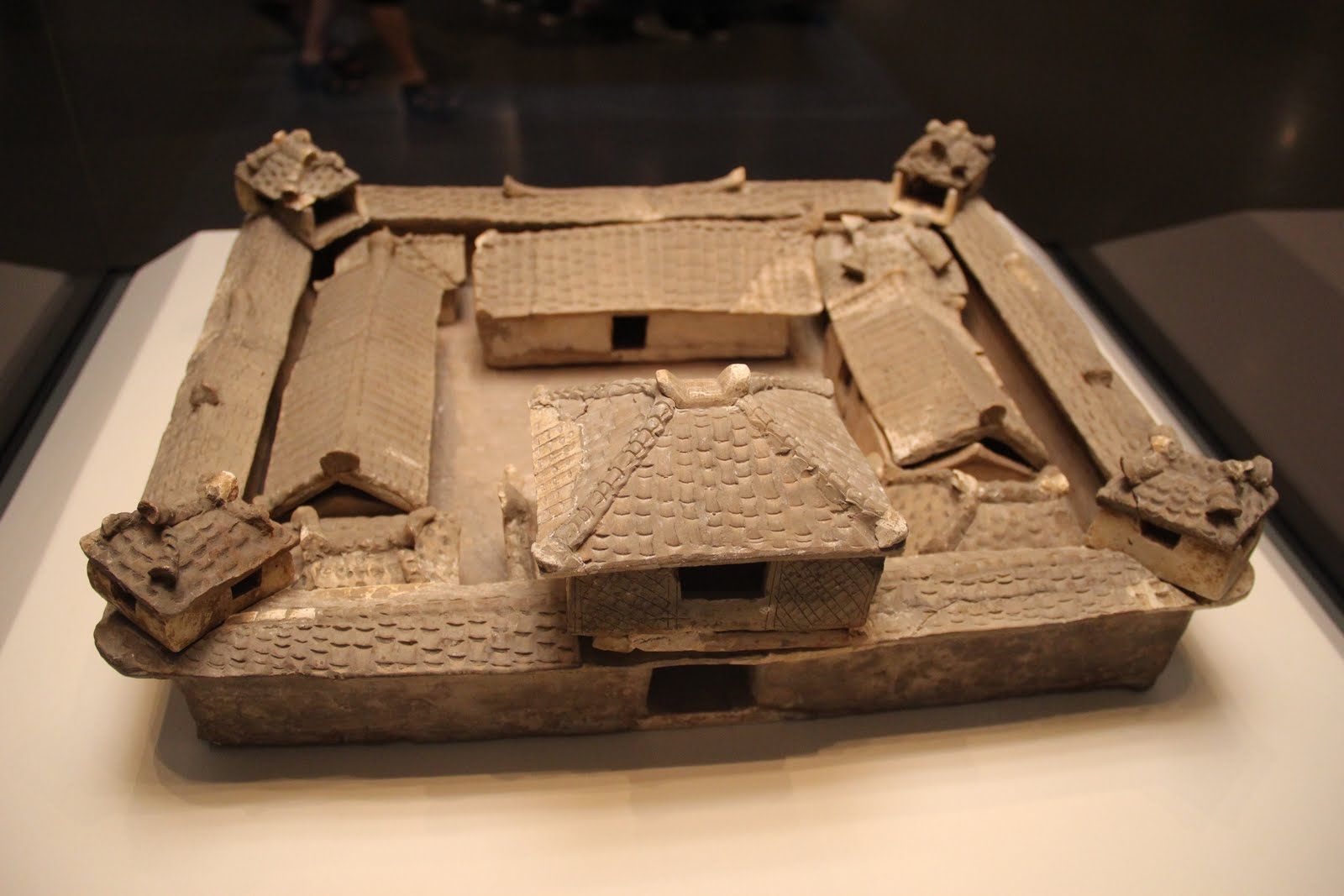
Maquette funéraire en terre cuite d'un habitat sur cour, de type siheyuan à porte centrée et défenses (?) d'angles.
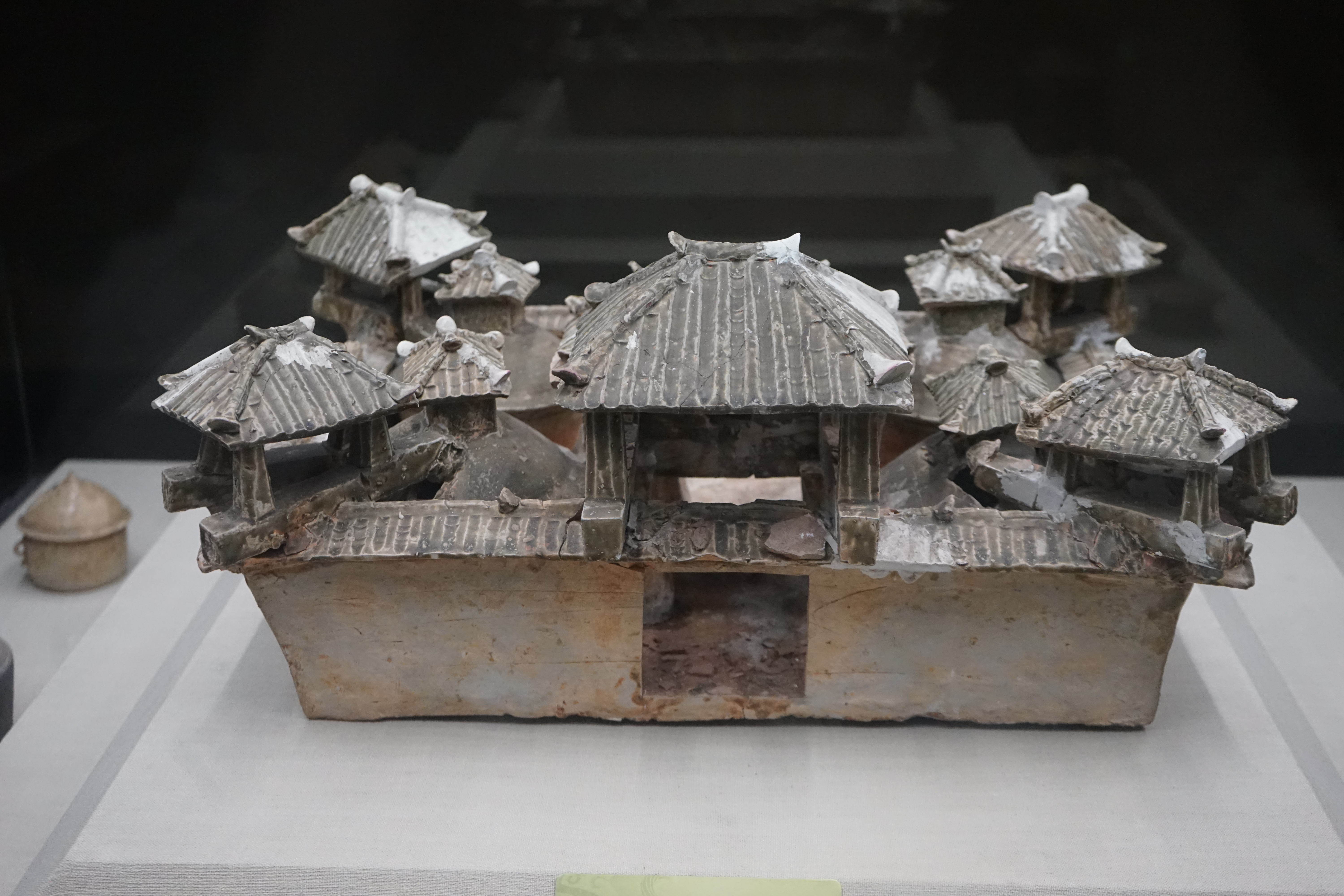
Maquette funéraire en céladon d'un habitat sur cour, de type siheyuan, avec une grange.
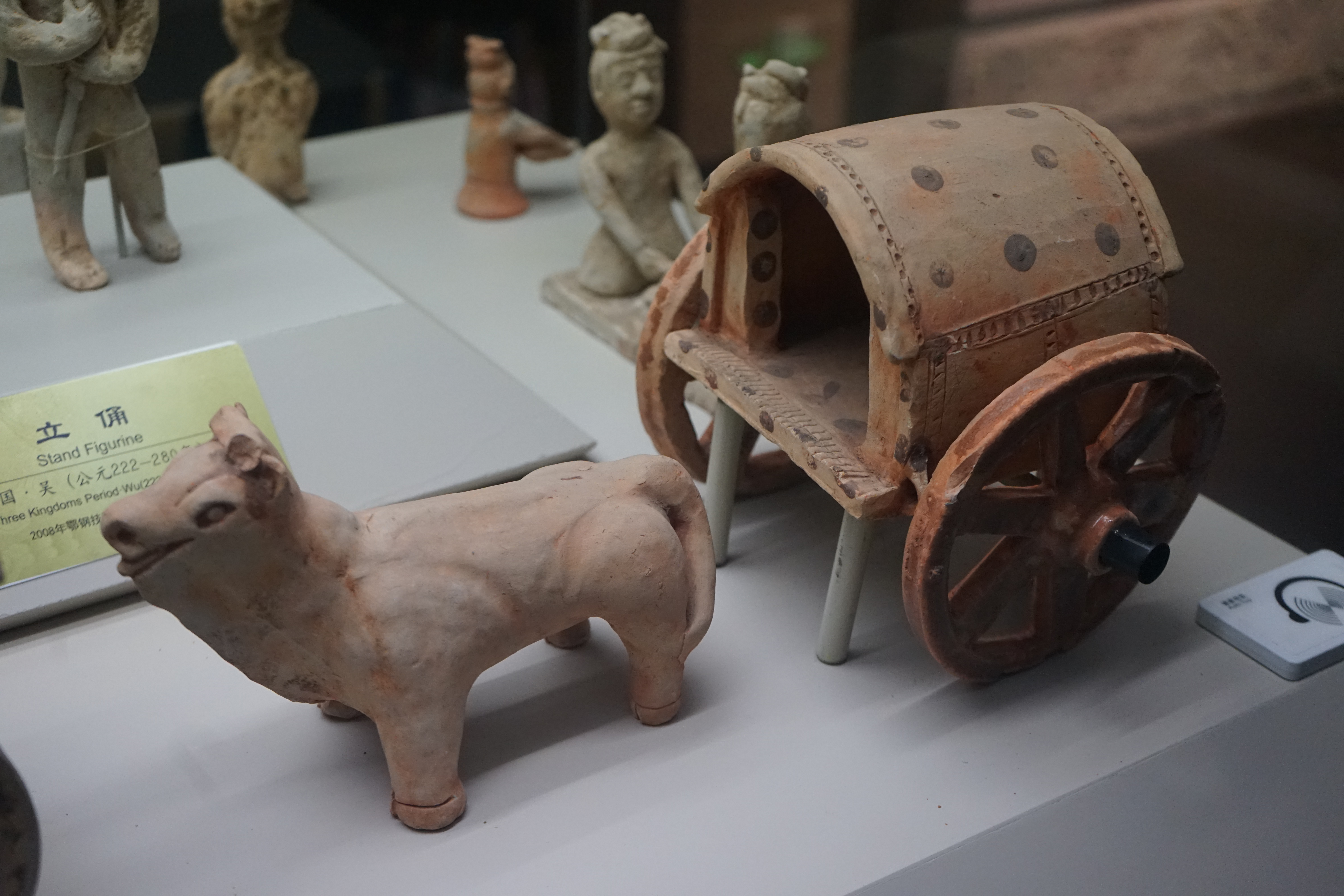
Char tiré par un taureau